# Sáng tạo doanh 2019
Sáng tạo doanh 2019 (Sáng tạo 101 mùa 2) là chương trình tuyển chọn nhóm nhạc thần tượng nam do Đằng Tấn (Tencent) đầu tư chế tác. Tổ sản xuất muốn "định nghĩa lại thẩm mỹ về sự nam tính" nên không chọn các thực tập sinh, người mới mà là các nhóm nam cùng tranh tài. Triệu tập 101 thí sinh, trong vòng 4 tháng tiến hành huấn luyện kín, cuối cùng do công chúng bỏ phiếu bầu chọn ra 11 người tạo thành nhóm nhạc nam thần tượng mới. Chương trình tại nước ngoài ra WeTV độc quyền phát hành. Nhóm nhạc debut mang tên là R1SE.
Tháng 11/2018, Tencent công bố kế hoạch sản xuất chương trình Sáng tạo 101 mùa thứ 2. Ngày 22/1/2019, chương trình đổi tên chính thức thành Sáng tạo doanh 2019 và công bố Địch Lệ Nhiệt Ba là người khởi xướng nhóm nhạc nam.
Tháng 2/2019, công bố ban chủ nhiệm Chương trình gồm các nghệ sỹ: Quách Phú Thành, Tô Hữu Bằng, Hoàng Lập Hành và Hồ Ngạn Bân.

## Các cố vấn
- Người khởi xướng (Chủ trì/Host): Địch Lệ Nhiệt Ba.
- Chủ nhiệm lớp: Quách Phú Thành, Tô Hữu Bằng, Hoàng Lập Hành và Hồ Ngạn Bân.

| Tên              | Vai trò              | Ghi chú         |
| ---------------- | -------------------- | --------------- |
| Địch Lệ Nhiệt Ba | Nhà sản xuất         | –               |
| Hồ Ngạn Bân      | Hướng dẫn sáng tác   | Chủ nhiệm lớp B |
| Tô Hữu Bằng      | Hướng dẫn thanh nhạc | Chủ nhiệm lớp F |
| Hoàng Lập Hành   | Hướng dẫn rap        | Chủ nhiệm lớp C |
| Quách Phú Thành  | Hướng dẫn vũ đạo     | Chủ nhiệm lớp A |

## Thí sinh
- Tự rời khỏi chương trình
- Top 11 của tuần
- Được giữ lại
- Bị loại trong tập 4
- Bị loại trong tập 7
- Bị loại trong tập 9
- Bị loại trong tập 10
- Thành viên của R1SE

| Công ty                                              | Tên                                        | Quốc tịch                     | Lớp                      | Xếp hạng                 | Xếp hạng                 | Xếp hạng                 | Xếp hạng                 | Xếp hạng                 | Xếp hạng                 | Xếp hạng                 | Xếp hạng                 | Xếp hạng                 | Xếp hạng                 | Xếp hạng                 | Xếp hạng                 | Xếp hạng                 |
| Công ty                                              | Tên                                        | Quốc tịch                     | Lớp                      | E02                      | E03                      | E04                      | E04                      | E05                      | E06                      | E07                      | E07                      | E08                      | E09                      | E09                      | E10                      | E10                      |
| Công ty                                              | Tên                                        | Quốc tịch                     | Lớp                      | #                        | #                        | #                        | Bình chọn                | #                        | #                        | #                        | Bình chọn                | #                        | #                        | Bình chọn                | #                        | Bình chọn                |
| ---------------------------------------------------- | ------------------------------------------ | ----------------------------- | ------------------------ | ------------------------ | ------------------------ | ------------------------ | ------------------------ | ------------------------ | ------------------------ | ------------------------ | ------------------------ | ------------------------ | ------------------------ | ------------------------ | ------------------------ | ------------------------ |
| Wajijiwa Entertainment (哇唧唧哇娱乐)                | Châu Chấn Nam - Vin Zhou (周震南)          | Trung Quốc                    | A                        | 1                        | 1                        | 1                        | 7,047,203                | 1                        | 1                        | 1                        | 15,743,856               | 1                        | 1                        | 8,466,959                | 1                        | 37,098,540               |
| Wajijiwa Entertainment (哇唧唧哇娱乐)                | Hạ Chi Quang - Xia Zhiguang (夏之光)       | Trung Quốc                    | A → B                    | 2                        | 2                        | 2                        | 2,738,345                | 4                        | 4                        | 5                        | 8,390,520                | 7                        | 7                        | 2,662,885                | 4                        | 11,107,051               |
| Wajijiwa Entertainment (哇唧唧哇娱乐)                | Triệu Lỗi - Zhao Lei (赵磊)                | Trung Quốc                    | A → B                    | 7                        | 7                        | 5                        | 2,514,182                | 7                        | 9                        | 9                        | 6,321,710                | 14                       | 16                       | 1,594,355                | 10                       | 7,503,760                |
| Wajijiwa Entertainment (哇唧唧哇娱乐)                | Trạch Tiêu Văn - Zhai Xiaowen (翟潇闻)     | Trung Quốc                    | F                        | 10                       | 9                        | 9                        | 2,388,971                | 8                        | 7                        | 7                        | 7,309,151                | 8                        | 5                        | 2,861,507                | 6                        | 10,581,322               |
| Wajijiwa Entertainment (哇唧唧哇娱乐)                | Yên Hủ Gia - Yan Xujia (焉栩嘉)            | Trung Quốc                    | A                        | 3                        | 6                        | 6                        | 2,512,447                | 5                        | 5                        | 4                        | 8,469,327                | 3                        | 3                        | 3,307,633                | 3                        | 11,164,384               |
| Wajijiwa Entertainment (哇唧唧哇娱乐)                | Bành Sở Việt - Peng Chuyue (彭楚粤)        | Trung Quốc                    | F                        | 5                        | 8                        | 11                       | 2,369,743                | 14                       | 14                       | 14                       | 4,730,087                | 18                       | 14                       | 1,708,660                | 17                       | 5,734,833                |
| Jay Walk New Joy (嘉行新悅传媒)                      | Tưởng Dập Minh -Jiang Yiming (蒋熠铭)      | Trung Quốc                    | B                        | 49                       | 50                       | 48                       | 414,173                  | 44                       | 32                       | 30                       | 1,648,677                | 34                       | 34                       | Đã loại                  | Đã loại                  | Đã loại                  |
| Jay Walk New Joy (嘉行新悅传媒)                      | Triệu Trạch Phàm - Zhao Zefan (赵泽帆)     | Trung Quốc                    | B                        | 48                       | 45                       | 42                       | 487,126                  | 34                       | 27                       | 26                       | 1,718,498                | 22                       | 20                       | 1,468,345                | 22                       | 1,272,436                |
| Jay Walk New Joy (嘉行新悅传媒)                      | Triệu Hựu Duy - Zhao Youwei (赵宥维)       | Trung Quốc                    | C                        | 54                       | 70                       | 64                       | Đã loại                  | Đã loại                  | Đã loại                  | Đã loại                  | Đã loại                  | Đã loại                  | Đã loại                  | Đã loại                  | Đã loại                  | Đã loại                  |
| Jay Walk New Joy (嘉行新悅传媒)                      | Lộ Hoán Du - Lu Huanyu (卢奂瑜)            | Trung Quốc                    | B                        | 45                       | 90                       | 84                       | Đã loại                  | Đã loại                  | Đã loại                  | Đã loại                  | Đã loại                  | Đã loại                  | Đã loại                  | Đã loại                  | Đã loại                  | Đã loại                  |
| Jay Walk New Joy (嘉行新悅传媒)                      | Tần Thiên - Qin Tian (秦天)                | Trung Quốc                    | B                        | 34                       | 37                       | 30                       | 675,046                  | 33                       | 33                       | 28                       | 1,664,065                | 33                       | 31                       | Được giữ lại             | 26                       | 543,765                  |
| Jay Walk New Joy (嘉行新悅传媒)                      | Phong Sở Hiên - Feng Chuxuan (丰楚轩)      | Trung Quốc                    | A                        | 33                       | 29                       | 25                       | 824,190                  | 21                       | 21                       | 22                       | 2,754,560                | 21                       | 19                       | 1,505,985                | 25                       | 749,878                  |
| Easyplus (壹心壹加壹)                                | Hà Liêu Lữ Quân - Heliao Luyun (何廖侣匀)  | Trung Quốc                    | C                        | 55                       | 75                       | 74                       | Đã loại                  | Đã loại                  | Đã loại                  | Đã loại                  | Đã loại                  | Đã loại                  | Đã loại                  | Đã loại                  | Đã loại                  | Đã loại                  |
| Easyplus (壹心壹加壹)                                | Du Bân - Yu Bin (俞彬)                     | Trung Quốc                    | C                        | 43                       | 49                       | 44                       | 469,349                  | 41                       | 42                       | 32                       | 1,567,265                | 31                       | 32                       | Đã loại                  | Đã loại                  | Đã loại                  |
| Easyplus (壹心壹加壹)                                | Dư Thừa Ân - Yu Chengen (余承恩)           | Trung Quốc                    | C                        | 46                       | 25                       | 24                       | 889,129                  | 25                       | 24                       | 24                       | 1,970,667                | 26                       | 26                       | Đã loại                  | Đã loại                  | Đã loại                  |
| Easyplus (壹心壹加壹)                                | Cố Thiên Hàng - Gu Tianhang (顾天航)       | Trung Quốc                    | C                        | 36                       | 67                       | 62                       | Đã loại                  | Đã loại                  | Đã loại                  | Đã loại                  | Đã loại                  | Đã loại                  | Đã loại                  | Đã loại                  | Đã loại                  | Đã loại                  |
| Easyplus (壹心壹加壹)                                | Ngưu Siêu - Niu Chao (牛超)                | Trung Quốc                    | A                        | 50                       | 24                       | 21                       | 1,197,601                | 18                       | 19                       | 19                       | 3,862,556                | 17                       | 17                       | 1,556,199                | 16                       | 6,598,460                |
| Banana Culture Entertainment (香蕉娱乐)              | Tằng Tương Kiệt - Zeng Gangjie (曾纲杰)    | Trung Quốc                    | C                        | 91                       | 96                       | 94                       | Đã loại                  | Đã loại                  | Đã loại                  | Đã loại                  | Đã loại                  | Đã loại                  | Đã loại                  | Đã loại                  | Đã loại                  | Đã loại                  |
| Banana Culture Entertainment (香蕉娱乐)              | Hoàng Chấn Vũ -Huang Zhenyu (黄震宇)       | Malaysia                      | C                        | 56                       | 82                       | 91                       | Đã loại                  | Đã loại                  | Đã loại                  | Đã loại                  | Đã loại                  | Đã loại                  | Đã loại                  | Đã loại                  | Đã loại                  | Đã loại                  |
| Banana Culture Entertainment (香蕉娱乐)              | Trần Úc Giai - Chen Yujia (陈郁佳)         | Trung Quốc                    | C                        | 97                       | 66                       | 79                       | Đã loại                  | Đã loại                  | Đã loại                  | Đã loại                  | Đã loại                  | Đã loại                  | Đã loại                  | Đã loại                  | Đã loại                  | Đã loại                  |
| Nuclear Fire Media (火核文化)                        | Hạ Tuấn Hùng - He Junxiong (贺俊雄)        | Trung Quốc                    | A → B                    | 14                       | 13                       | 13                       | 1,839,188                | 32                       | 36                       | 33                       | 1,558,375                | 29                       | 28                       | Đã loại                  | Đã loại                  | Đã loại                  |
| Nuclear Fire Media (火核文化)                        | Lâm Tử Kiệt - Lin Zijie (林子杰)           | Trung Quốc                    | C                        | 24                       | 22                       | 26                       | 815,724                  | 51                       | 49                       | 47                       | Đã loại                  | Đã loại                  | Đã loại                  | Đã loại                  | Đã loại                  | Đã loại                  |
| Nuclear Fire Media (火核文化)                        | Ngô Hùng Thành - Wu Xiongcheng (吴雄成)    | Trung Quốc                    | F                        | 44                       | 58                       | 67                       | Đã loại                  | Đã loại                  | Đã loại                  | Đã loại                  | Đã loại                  | Đã loại                  | Đã loại                  | Đã loại                  | Đã loại                  | Đã loại                  |
| Nuclear Fire Media (火核文化)                        | Châu Triệu Uyên -Zhou Zhaoyuan (周兆渊)    | Trung Quốc                    | B                        | 16                       | 12                       | 18                       | 1,459,047                | 49                       | 43                       | 44                       | Đã loại                  | Đã loại                  | Đã loại                  | Đã loại                  | Đã loại                  | Đã loại                  |
| Nuclear Fire Media (火核文化)                        | Hùng Nghệ Văn -Xiong Yiwen (熊艺文)        | Trung Quốc                    | C                        | 30                       | 23                       | 28                       | 784,444                  | 52                       | 50                       | 49                       | Đã loại                  | Đã loại                  | Đã loại                  | Đã loại                  | Đã loại                  | Đã loại                  |
| Qin's Entertainment (坤音娱乐)                       | Dương Đào - Yang Tao (杨淘)                | Trung Quốc                    | F                        | 71                       | 61                       | 66                       | Được giữ lại             | 56                       | 54                       | 54                       | Đã loại                  | Đã loại                  | Đã loại                  | Đã loại                  | Đã loại                  | Đã loại                  |
| Qin's Entertainment (坤音娱乐)                       | Lân Nhất Minh - Lin Yiming (麟壹铭)        | Trung Quốc                    | F                        | 74                       | 60                       | 63                       | Đã loại                  | Đã loại                  | Đã loại                  | Đã loại                  | Đã loại                  | Đã loại                  | Đã loại                  | Đã loại                  | Đã loại                  | Đã loại                  |
| Youhug Media (耀客传媒)                              | Đới Cảnh Diệu - Dai Jingyao (戴景耀)       | Trung Quốc                    | F                        | 11                       | 20                       | 20                       | 1,220,770                | 15                       | 18                       | 18                       | 3,925,368                | 19                       | 18                       | 1,529,204                | 21                       | 2,816,767                |
| Esee Model Management (Esee英模)                     | Tứ Chính - Si Zheng (四正)                 | Trung Quốc                    | C                        | 35                       | 47                       | 40                       | 493,669                  | 27                       | 28                       | 38                       | Đã loại                  | Đã loại                  | Đã loại                  | Đã loại                  | Đã loại                  | Đã loại                  |
| Long WuTian Culture (缔壹娱乐)                       | Trương Nghệ Đông - Zhang Yidong (张艺东)   | Trung Quốc                    | C                        | 75                       | 78                       | 76                       | Đã loại                  | Đã loại                  | Đã loại                  | Đã loại                  | Đã loại                  | Đã loại                  | Đã loại                  | Đã loại                  | Đã loại                  | Đã loại                  |
| Starrylab (泰洋星河)                                 | Đỗ Dục - Du Yu (杜煜)                      | Trung Quốc                    | C                        | 61                       | 44                       | 52                       | 358,856                  | 53                       | 55                       | 55                       | Đã loại                  | Đã loại                  | Đã loại                  | Đã loại                  | Đã loại                  | Đã loại                  |
| Huayi Brothers (华谊兄弟聚星)                        | Quách Tinh Dã - Guo Xingye (郭星冶)        | Trung Quốc                    | F                        | 27                       | 54                       | 60                       | Được giữ lại             | Đã loại                  | Đã loại                  | Đã loại                  | Đã loại                  | Đã loại                  | Đã loại                  | Đã loại                  | Đã loại                  | Đã loại                  |
| 1CM Lingyu Entertainment (1CM领誉)                   | Vương Chí Văn - Wang Zhiwen (王志文)       | Trung Quốc                    | F                        | 60                       | 76                       | 85                       | Được giữ lại             | 54                       | 52                       | 52                       | Đã loại                  | Đã loại                  | Đã loại                  | Đã loại                  | Đã loại                  | Đã loại                  |
| Thực tập sinh tự do                                  | Sử Tử Dật - Shi Ziyi (史子逸)              | Trung Quốc                    | F                        | 85                       | 92                       | 87                       | Đã loại                  | Đã loại                  | Đã loại                  | Đã loại                  | Đã loại                  | Đã loại                  | Đã loại                  | Đã loại                  | Đã loại                  | Đã loại                  |
| Thực tập sinh tự do                                  | Kendall Erik Brant -Hạo Nhiên (于浩然)     | Hoa Kỳ                        | F                        | 21                       | 39                       | 57                       | Đã loại                  | Đã loại                  | Đã loại                  | Đã loại                  | Đã loại                  | Đã loại                  | Đã loại                  | Đã loại                  | Đã loại                  | Đã loại                  |
| Thực tập sinh tự do                                  | Dư Tông Dao - Yu Zongyao (余宗遥)          | Hồng Kông                     | C                        | 81                       | 91                       | 92                       | Đã loại                  | Đã loại                  | Đã loại                  | Đã loại                  | Đã loại                  | Đã loại                  | Đã loại                  | Đã loại                  | Đã loại                  | Đã loại                  |
| Thực tập sinh tự do                                  | Vương Thần Nghệ - Wang Chenyi (王晨艺)     | Trung Quốc                    | A                        | 12                       | 4                        | 4                        | 2,635,642                | 9                        | 6                        | 6                        | 7,883,385                | Tự rời khỏi chương trình | Tự rời khỏi chương trình | Tự rời khỏi chương trình | Tự rời khỏi chương trình | Tự rời khỏi chương trình |
| Thực tập sinh tự do                                  | Hứa Bác Duy - Xu Bowei (許博惟)            | Trung Quốc                    | Tự rời khỏi chương trình | Tự rời khỏi chương trình | Tự rời khỏi chương trình | Tự rời khỏi chương trình | Tự rời khỏi chương trình | Tự rời khỏi chương trình | Tự rời khỏi chương trình | Tự rời khỏi chương trình | Tự rời khỏi chương trình | Tự rời khỏi chương trình | Tự rời khỏi chương trình | Tự rời khỏi chương trình | Tự rời khỏi chương trình | Tự rời khỏi chương trình |
| Thực tập sinh tự do                                  | Dương Phi Đồng - Yang Feitong (楊非同)     | Trung Quốc                    | Đã loại                  | Đã loại                  | Đã loại                  | Đã loại                  | Đã loại                  | Đã loại                  | Đã loại                  | Đã loại                  | Đã loại                  | Đã loại                  | Đã loại                  | Đã loại                  | Đã loại                  | Đã loại                  |
| Mantra Pictures M (工夫真言)                         | Diêm Bác - Yan Bo (闫博)                   | Trung Quốc                    | F                        | 94                       | 98                       | 96                       | Đã loại                  | Đã loại                  | Đã loại                  | Đã loại                  | Đã loại                  | Đã loại                  | Đã loại                  | Đã loại                  | Đã loại                  | Đã loại                  |
| Mantra Pictures M (工夫真言)                         | Vạn Vũ Hàng - Wan Yuhang (万雨航)          | Trung Quốc                    | C                        | 90                       | 95                       | 81                       | Đã loại                  | Đã loại                  | Đã loại                  | Đã loại                  | Đã loại                  | Đã loại                  | Đã loại                  | Đã loại                  | Đã loại                  | Đã loại                  |
| Mantra Pictures M (工夫真言)                         | Hầu Lập - Hou Li (侯立)                    | Trung Quốc                    | C                        | 57                       | 71                       | 70                       | Đã loại                  | Đã loại                  | Đã loại                  | Đã loại                  | Đã loại                  | Đã loại                  | Đã loại                  | Đã loại                  | Đã loại                  | Đã loại                  |
| Mantra Pictures M (工夫真言)                         | Lưu Thần Vũ - Liu Chenyu (刘宸羽)          | Trung Quốc                    | F                        | 77                       | 77                       | 86                       | Được giữ lại             | Đã loại                  | Đã loại                  | Đã loại                  | Đã loại                  | Đã loại                  | Đã loại                  | Đã loại                  | Đã loại                  | Đã loại                  |
| Hot Idol Music (好好栮朷)                            | Lưu Cẩn Du - Liu Jinyu (刘谨瑜)            | Trung Quốc                    | C                        | 82                       | 89                       | 83                       | Đã loại                  | Đã loại                  | Đã loại                  | Đã loại                  | Đã loại                  | Đã loại                  | Đã loại                  | Đã loại                  | Đã loại                  | Đã loại                  |
| Hot Idol Music (好好栮朷)                            | Mã Tuyết Dương - Ma Xueyang (马雪阳)       | Trung Quốc                    | B                        | 17                       | 28                       | 27                       | 801,197                  | 24                       | 30                       | 35                       | Được giữ lại             | 20                       | 23                       | Đã loại                  | Đã loại                  | Đã loại                  |
| Hot Idol Music (好好栮朷)                            | Dư Khả - Yu Ke (余可)                      | Trung Quốc                    | B                        | 92                       | 88                       | 82                       | Đã loại                  | Đã loại                  | Đã loại                  | Đã loại                  | Đã loại                  | Đã loại                  | Đã loại                  | Đã loại                  | Đã loại                  | Đã loại                  |
| Hot Idol Music (好好栮朷)                            | Trương Mãnh - Zhang Meng (张猛)            | Trung Quốc                    | C                        | 88                       | 97                       | 97                       | Đã loại                  | Đã loại                  | Đã loại                  | Đã loại                  | Đã loại                  | Đã loại                  | Đã loại                  | Đã loại                  | Đã loại                  | Đã loại                  |
| Hot Idol Music (好好栮朷)                            | Trương Minh Hiên - Zhang Mingxuan (张铭轩) | Trung Quốc                    | C                        | 83                       | 94                       | 95                       | Đã loại                  | Đã loại                  | Đã loại                  | Đã loại                  | Đã loại                  | Đã loại                  | Đã loại                  | Đã loại                  | Đã loại                  | Đã loại                  |
| Jiyun Culture (极韵文化)                             | Lâm Á Đông - Lin Yadong (林亚冬)           | Trung Quốc                    | B                        | 66                       | 55                       | 47                       | 418,735                  | 37                       | 44                       | 45                       | Đã loại                  | Đã loại                  | Đã loại                  | Đã loại                  | Đã loại                  | Đã loại                  |
| Jiyun Culture (极韵文化)                             | Trương Đạt Nguyên - Zhang Dayuan (张达源)  | Trung Quốc                    | B                        | 53                       | 40                       | 36                       | 517,578                  | 48                       | 53                       | 53                       | Đã loại                  | Đã loại                  | Đã loại                  | Đã loại                  | Đã loại                  | Đã loại                  |
| SDT Entertainment (SDT娱乐)                          | Triệu Nhượng - Zhao Rang (赵让)            | Trung Quốc                    | A                        | 9                        | 11                       | 10                       | 2,380,071                | 11                       | 8                        | 8                        | 7,021,480                | 9                        | 9                        | 1,990,164                | 11                       | 7,498,972                |
| SDT Entertainment (SDT娱乐)                          | Lý Hâm Nhất - Li Xinyi (李鑫一)            | Trung Quốc                    | A → B                    | 23                       | 18                       | 19                       | 1,352,570                | 20                       | 20                       | 20                       | 3,606,625                | 10                       | 10                       | 1,962,970                | 13                       | 7,490,277                |
| SDT Entertainment (SDT娱乐)                          | Đại Thiếu Đông - Dai Shaodong (代少冬)     | Trung Quốc                    | C                        | 69                       | 33                       | 39                       | 494,760                  | 58                       | 58                       | 59                       | Được giữ lại             | 35                       | 36                       | Đã loại                  | Đã loại                  | Đã loại                  |
| SDT Entertainment (SDT娱乐)                          | Tử Kha - Xu Ke (徐珂)                      | Trung Quốc                    | B                        | 68                       | 62                       | 77                       | Đã loại                  | Đã loại                  | Đã loại                  | Đã loại                  | Đã loại                  | Đã loại                  | Đã loại                  | Đã loại                  | Đã loại                  | Đã loại                  |
| Yihui Media (意汇传媒)                               | Hồ Hạo Phàm - Hu Haofan (胡浩帆)           | Trung Quốc                    | F                        | 32                       | 56                       | 46                       | 419,827                  | 43                       | 46                       | 48                       | Đã loại                  | Đã loại                  | Đã loại                  | Đã loại                  | Đã loại                  | Đã loại                  |
| Yihui Media (意汇传媒)                               | Lý Vân Nhuệ - Li Yunrui (李昀锐)           | Trung Quốc                    | B                        | 6                        | 16                       | 15                       | 1,642,526                | 22                       | 23                       | 21                       | 3,371,809                | 15                       | 21                       | 1,433,721                | 19                       | 4,926,666                |
| TH Entertainment (天浩盛世)                          | Đổng Hướng Khoa - Dong Xiangke (董向科)    | Trung Quốc                    | F                        | 37                       | 43                       | 41                       | 488,289                  | 50                       | 51                       | 51                       | Đã loại                  | Đã loại                  | Đã loại                  | Đã loại                  | Đã loại                  | Đã loại                  |
| TH Entertainment (天浩盛世)                          | Bạch Hồng Thao - Bai Hongtao (白洪滔)      | Trung Quốc                    | F                        | 26                       | 30                       | 29                       | 690,184                  | 57                       | 59                       | 58                       | Đã loại                  | Đã loại                  | Đã loại                  | Đã loại                  | Đã loại                  | Đã loại                  |
| TH Entertainment (天浩盛世)                          | Quách Già Duệ - Guo Jiarui (郭珈睿)        | Trung Quốc                    | F                        | 25                       | 31                       | 37                       | 512,446                  | 59                       | 57                       | 57                       | Đã loại                  | Đã loại                  | Đã loại                  | Đã loại                  | Đã loại                  | Đã loại                  |
| Kangxi Pictures (康曦影業)                           | Ngụy Thân Châu -Wei Shenzhou (魏伸洲)      | Trung Quốc                    | F                        | 84                       | 84                       | 73                       | Đã loại                  | Đã loại                  | Đã loại                  | Đã loại                  | Đã loại                  | Đã loại                  | Đã loại                  | Đã loại                  | Đã loại                  | Đã loại                  |
| Kangxi Pictures (康曦影業)                           | Thôi Thiệu Dương - Cui Shaoyang (崔绍阳)   | Trung Quốc                    | F                        | 70                       | 65                       | 54                       | 315,042                  | 55                       | 56                       | 56                       | Đã loại                  | Đã loại                  | Đã loại                  | Đã loại                  | Đã loại                  | Đã loại                  |
| Kangxi Pictures (康曦影業)                           | Lý Vĩ Tiệp - Li Weijie (李伟捷)            | Trung Quốc                    | F                        | 80                       | 87                       | 80                       | Đã loại                  | Đã loại                  | Đã loại                  | Đã loại                  | Đã loại                  | Đã loại                  | Đã loại                  | Đã loại                  | Đã loại                  | Đã loại                  |
| Huaying Entertainment (华影艺星)                     | Kỳ Nhất Đồng - Ji Yitong (纪一曈)          | Trung Quốc                    | F                        | 59                       | 80                       | 90                       | Đã loại                  | Đã loại                  | Đã loại                  | Đã loại                  | Đã loại                  | Đã loại                  | Đã loại                  | Đã loại                  | Đã loại                  | Đã loại                  |
| Huaying Entertainment (华影艺星)                     | Chung Nặc Ngôn -Zhong Nuoyan (钟诺言)      | Hồng Kông                     | F                        | 65                       | 83                       | 93                       | Đã loại                  | Đã loại                  | Đã loại                  | Đã loại                  | Đã loại                  | Đã loại                  | Đã loại                  | Đã loại                  | Đã loại                  | Đã loại                  |
| Begonia Culture Media (海宁海棠)                     | Lục Tư Hằng - Lu Siheng (陆思恒)           | Trung Quốc                    | A                        | 15                       | 17                       | 16                       | 1,595,851                | 16                       | 11                       | 10                       | 6,101,702                | 11                       | 12                       | 1,758,391                | 12                       | 7,492,944                |
| Chuangxin Power (创星力量)                           | Chu Vi Chi - Zhu Weizhi (朱微之)           | Trung Quốc                    | F                        | 29                       | 42                       | 32                       | 557,736                  | 38                       | 40                       | 42                       | Đã loại                  | Đã loại                  | Đã loại                  | Đã loại                  | Đã loại                  | Đã loại                  |
| Fanling Culture Media (泛领文化) (JYP Entertainment) | Diêu Sâm - Yao Chen (姚琛)                 | Trung Quốc                    | F                        | 41                       | 59                       | 38                       | 506,363                  | 10                       | 12                       | 12                       | 5,788,938                | 5                        | 4                        | 3,156,314                | 5                        | 10,764,262               |
| Pelias (依海文化)                                    | Lưu Dã - Liu Ye (刘也)                     | Trung Quốc                    | A                        | 4                        | 5                        | 7                        | 2,418,541                | 6                        | 10                       | 11                       | 5,797,964                | 4                        | 6                        | 2,826,571                | 8                        | 7,974,641                |
| Attitude Music (态度音乐)                            | Trương Nhan Tề -Zhang Yanqi (张颜齐)       | Trung Quốc                    | B                        | 18                       | 10                       | 8                        | 2,390,388                | 3                        | 3                        | 3                        | 8,638,533                | 6                        | 8                        | 2,489,183                | 7                        | 9,626,829                |
| Asian Idol Factory (AIF娱乐)                         | Lâm Nhiễm - Lin Ran (林染)                 | Trung Quốc                    | F                        | 39                       | 26                       | 35                       | 518,132                  | 31                       | 38                       | 39                       | Đã loại                  | Đã loại                  | Đã loại                  | Đã loại                  | Đã loại                  | Đã loại                  |
| Asian Idol Factory (AIF娱乐)                         | Dương Thái Nhụy - Yang Tairui (杨泰瑞)     | Trung Quốc                    | F                        | 28                       | 36                       | 56                       | Đã loại                  | Đã loại                  | Đã loại                  | Đã loại                  | Đã loại                  | Đã loại                  | Đã loại                  | Đã loại                  | Đã loại                  | Đã loại                  |
| Asian Idol Factory (AIF娱乐)                         | Lý Cảnh Trạch - Li Jingze (李景泽)         | Trung Quốc                    | F                        | 51                       | 32                       | 58                       | Đã loại                  | Đã loại                  | Đã loại                  | Đã loại                  | Đã loại                  | Đã loại                  | Đã loại                  | Đã loại                  | Đã loại                  | Đã loại                  |
| Asian Idol Factory (AIF娱乐)                         | Đường Tâm - Tang Xin (唐心)                | Trung Quốc                    | F                        | 67                       | 35                       | 61                       | Đã loại                  | Đã loại                  | Đã loại                  | Đã loại                  | Đã loại                  | Đã loại                  | Đã loại                  | Đã loại                  | Đã loại                  | Đã loại                  |
| iMe Entertainment (iMe娱乐)                          | Lý Dương - Li Yang (李扬)                  | Trung Quốc                    | F                        | 40                       | 69                       | 78                       | Đã loại                  | Đã loại                  | Đã loại                  | Đã loại                  | Đã loại                  | Đã loại                  | Đã loại                  | Đã loại                  | Đã loại                  | Đã loại                  |
| iMe Entertainment (iMe娱乐)                          | Đặng Giai Khôn -Deng Jiakun (邓佳坤)       | Trung Quốc                    | F                        | 96                       | 81                       | 89                       | Được giữ lại             | Đã loại                  | Đã loại                  | Đã loại                  | Đã loại                  | Đã loại                  | Đã loại                  | Đã loại                  | Đã loại                  | Đã loại                  |
| iMe Entertainment (iMe娱乐)                          | Tại Minh - Zai Ming (在铭)                 | Trung Quốc                    | F                        | 58                       | 74                       | 72                       | Được giữ lại             | 26                       | 34                       | 40                       | Đã loại                  | Đã loại                  | Đã loại                  | Đã loại                  | Đã loại                  | Đã loại                  |
| iMe Entertainment (iMe娱乐)                          | Lý Nhất Triết - Li Yizhe (李一喆)          | Trung Quốc                    | F                        | 76                       | 93                       | 99                       | Đã loại                  | Đã loại                  | Đã loại                  | Đã loại                  | Đã loại                  | Đã loại                  | Đã loại                  | Đã loại                  | Đã loại                  | Đã loại                  |
| Rui Star Culture (睿星文化)                          | Tất Hạo Nhiên - Bi Haoran (毕皓然)         | Nga                           | C                        | 47                       | 57                       | 50                       | 403,075                  | 45                       | 41                       | 41                       | Đã loại                  | Đã loại                  | Đã loại                  | Đã loại                  | Đã loại                  | Đã loại                  |
| Rui Star Culture (睿星文化)                          | Dư Viễn Phàm - Yu Yuanfan (余远帆)         | Trung Quốc                    | C                        | 86                       | 86                       | 65                       | Đã loại                  | Đã loại                  | Đã loại                  | Đã loại                  | Đã loại                  | Đã loại                  | Đã loại                  | Đã loại                  | Đã loại                  | Đã loại                  |
| Rui Star Culture (睿星文化)                          | Trương Quýnh Mẫn - Zhang Jiongmin (张炯敏) | Trung Quốc                    | F                        | 31                       | 38                       | 31                       | 583,879                  | 42                       | 47                       | 46                       | Đã loại                  | Đã loại                  | Đã loại                  | Đã loại                  | Đã loại                  | Đã loại                  |
| MIGO TOM (哇偶文化)                                  | Vương Hiếu Thần -Wang Xiaochen (王孝辰)    | Trung Quốc                    | B                        | 73                       | 73                       | 75                       | Đã loại                  | Đã loại                  | Đã loại                  | Đã loại                  | Đã loại                  | Đã loại                  | Đã loại                  | Đã loại                  | Đã loại                  | Đã loại                  |
| MIGO TOM (哇偶文化)                                  | Kiều Quân Vũ - Qiao Junwu (乔君武)         | Trung Quốc                    | C                        | 79                       | 68                       | 53                       | 338,775                  | 39                       | 31                       | 36                       | Đã loại                  | Đã loại                  | Đã loại                  | Đã loại                  | Đã loại                  | Đã loại                  |
| Huakai Banxia Culture (花开半夏)                     | Vương Nghệ Hoành - Wang Yiheng (王艺衡)    | Trung Quốc                    | C                        | 64                       | 46                       | 45                       | 458,138                  | 35                       | 29                       | 37                       | Được giữ lại             | 36                       | 35                       | Đã loại                  | Đã loại                  | Đã loại                  |
| Huakai Banxia Culture (花开半夏)                     | Lý Hòa Thần - Li Hechen (李和宸)           | Trung Quốc                    | C                        | 63                       | 63                       | 71                       | Đã loại                  | Đã loại                  | Đã loại                  | Đã loại                  | Đã loại                  | Đã loại                  | Đã loại                  | Đã loại                  | Đã loại                  | Đã loại                  |
| Chaodian Culture (超电文化)                          | Dịch Ngôn - Yi Yan (易言)                  | Trung Quốc                    | C                        | 78                       | 64                       | 49                       | 408,219                  | 47                       | 48                       | 50                       | Đã loại                  | Đã loại                  | Đã loại                  | Đã loại                  | Đã loại                  | Đã loại                  |
| Chaodian Culture (超电文化)                          | Lưu Hạ Tuấn - Liu Xiajun (刘夏俊)          | Trung Quốc                    | C                        | 89                       | 72                       | 69                       | Đã loại                  | Đã loại                  | Đã loại                  | Đã loại                  | Đã loại                  | Đã loại                  | Đã loại                  | Đã loại                  | Đã loại                  | Đã loại                  |
| JNERA Cultural Media (嘉纳盛世)                      | Đoàn Hạo Nam -Duan Haonan (段浩男)         | Trung Quốc                    | F                        | 98                       | 51                       | 55                       | 311,669                  | 46                       | 35                       | 29                       | 1,655,068                | 23                       | 24                       | Được giữ lại             | 24                       | 832,008                  |
| Niuban Culture (牛班文化)                            | Triệu Chính Hào - Zhao Zhenghao (赵政豪)   | Trung Quốc                    | A                        | 22                       | 19                       | 17                       | 1,589,556                | 13                       | 15                       | 17                       | 4,073,217                | 25                       | 25                       | Được giữ lại             | 18                       | 5,073,049                |
| Jiashang Media (嘉尚传媒)                            | Nhâm Thế Hào - Ren Shihao (任世豪)         | Trung Quốc                    | C                        | 19                       | 34                       | 34                       | 524,719                  | 28                       | 26                       | 25                       | 1,832,939                | 28                       | 29                       | Đã loại                  | Đã loại                  | Đã loại                  |
| Jiashang Media (嘉尚传媒)                            | Tiêu Khải Trung - Xiao Kaizhong (肖凯中)   | Trung Quốc                    | F                        | 52                       | 52                       | 43                       | 469,960                  | 40                       | 45                       | 43                       | Được giữ lại             | 32                       | 33                       | Đã loại                  | Đã loại                  | Đã loại                  |
| Core Culture (核心文化)                              | Ngô Thiên Nhậm - Wu Tianren (吴天任)       | Trung Quốc                    | B                        | 95                       | 100                      | 98                       | Đã loại                  | Đã loại                  | Đã loại                  | Đã loại                  | Đã loại                  | Đã loại                  | Đã loại                  | Đã loại                  | Đã loại                  | Đã loại                  |
| ETM Academy (ETM 活力時代)                           | Ngô Quý Phong - Wu Jifeng (吴季峰)         | Trung Quốc                    | B                        | 20                       | 15                       | 14                       | 1,732,428                | 17                       | 17                       | 16                       | 4,447,459                | 24                       | 22                       | 1,414,815                | 20                       | 2,828,886                |
| Proud Culture (傲普文化)                             | Tôn Kỳ Tuấn - Sun Qijun (孙圻峻)           | Trung Hoa Dân Quốc (Đài Loan) | C                        | 62                       | 41                       | 33                       | 525,897                  | 30                       | 37                       | 31                       | 1,632,193                | 27                       | 27                       | Được giữ lại             | 23                       | 1,229,193                |
| Original Plan (原际画)                               | Hà Lạc Lạc - He Luoluo (何洛洛)            | Trung Quốc                    | B                        | 8                        | 3                        | 3                        | 2,729,640                | 2                        | 2                        | 2                        | 8,862,602                | 2                        | 2                        | 3,765,911                | 2                        | 13,652,312               |
| Oriental Story (东方物語)                            | Thái Chính Kiệt - Cai Zhengjie (蔡正杰)    | Trung Quốc                    | B                        | 38                       | 53                       | 51                       | 395,771                  | 36                       | 39                       | 34                       | Đã loại                  | Đã loại                  | Đã loại                  | Đã loại                  | Đã loại                  | Đã loại                  |
| Kaila Picture (鲜花盛开)                             | Vương Thông - Wang Tong (王通)             | Trung Quốc                    | C                        | 93                       | 99                       | 100                      | Đã loại                  | Đã loại                  | Đã loại                  | Đã loại                  | Đã loại                  | Đã loại                  | Đã loại                  | Đã loại                  | Đã loại                  | Đã loại                  |
| White Media (白色系)                                 | Nhậm Hào - Ren Hao (任豪)                  | Trung Quốc                    | A → B                    | 13                       | 21                       | 22                       | 1,092,653                | 23                       | 22                       | 23                       | 2,466,677                | 12                       | 11                       | 1,820,977                | 9                        | 7,511,752                |
| Yinhe Kuyu Media (银河酷娱)                          | Lưu Đặc - Liu Te (刘特)                    | Trung Quốc                    | C                        | 87                       | 79                       | 68                       | Được giữ lại             | 29                       | 25                       | 27                       | 1,676,635                | 27                       | 30                       | Đã loại                  | Đã loại                  | Đã loại                  |
| D.Wang Media (大王文化)                              | Lý Thiên Kỳ - Li Tianqi (李天琪)           | Trung Quốc                    | C                        | 72                       | 88                       | 88                       | Được giữ lại             | Đã loại                  | Đã loại                  | Đã loại                  | Đã loại                  | Đã loại                  | Đã loại                  | Đã loại                  | Đã loại                  | Đã loại                  |
| XYSZ Media (喜遇尚作)                                | La Điện Hạ - Luo Dianxia (罗殿夏)          | Trung Quốc                    | C                        | 42                       | 48                       | 59                       | Đã loại                  | Đã loại                  | Đã loại                  | Đã loại                  | Đã loại                  | Đã loại                  | Đã loại                  | Đã loại                  | Đã loại                  | Đã loại                  |
| MountainTop (泰洋音乐)                               | Cao Gia Lãng - Gao Jialang (高嘉朗)        | Trung Quốc                    | A                        |                          | 27                       | 23                       | 974,132                  | 19                       | 16                       | 15                       | 4,667,715                | 16                       | 13                       | 1,734,123                | 14                       | 6,902,191                |
| Topping Culture (拓影文化)                           | Trương Viễn - Zhang Yuan (张远)            | Trung Quốc                    | A                        |                          | 14                       | 12                       | 2,368,294                | 12                       | 13                       | 13                       | 5,099,031                | 13                       | 15                       | 1,646,404                | 15                       | 6,795,086                |
| Catwalk (凯渥经纪)                                   | Lâm Hoán Quân - Lin Huanjun (林焕钧)       | Trung Quốc                    | B                        | Tự rời khỏi chương trình | Tự rời khỏi chương trình | Tự rời khỏi chương trình | Tự rời khỏi chương trình | Tự rời khỏi chương trình | Tự rời khỏi chương trình | Tự rời khỏi chương trình | Tự rời khỏi chương trình | Tự rời khỏi chương trình | Tự rời khỏi chương trình | Tự rời khỏi chương trình | Tự rời khỏi chương trình | Tự rời khỏi chương trình |

## Xếp hạng

### Top 11 từng tập
| Hạng | E01                     | E02                      | E03                      | E04                      | E05                      | E06                      | E07                     | E08                     | E09                     |
| ---- | ----------------------- | ------------------------ | ------------------------ | ------------------------ | ------------------------ | ------------------------ | ----------------------- | ----------------------- | ----------------------- |
| 1    | Châu Chấn Nam (周震南)  | Châu Chấn Nam (周震南)   | Châu Chấn Nam (周震南)   | Châu Chấn Nam (周震南)   | Châu Chấn Nam (周震南)   | Châu Chấn Nam (周震南)   | Châu Chấn Nam (周震南)  | Châu Chấn Nam (周震南)  | Châu Chấn Nam (周震南)  |
| 2    | Hạ Chi Quang (夏之光)   | Hạ Chi Quang (夏之光)    | Hạ Chi Quang (夏之光)    | Hà Lạc Lạc (何洛洛)      | Hà Lạc Lạc (何洛洛)      | Hà Lạc Lạc (何洛洛)      | Hà Lạc Lạc (何洛洛)     | Hà Lạc Lạc (何洛洛)     | Hà Lạc Lạc (何洛洛)     |
| 3    | Yên Hủ Gia (焉栩嘉)     | Hà Lạc Lạc (何洛洛)      | Hà Lạc Lạc (何洛洛)      | Trương Nhan Tề (張顏齊)  | Trương Nhan Tề (張顏齊)  | Trương Nhan Tề (張顏齊)  | Yên Hủ Gia (焉栩嘉)     | Yên Hủ Gia (焉栩嘉)     | Yên Hủ Gia (焉栩嘉)     |
| 4    | Lưu Dã (刘也)           | Vương Thần Nghệ (王晨藝) | Vương Thần Nghệ (王晨藝) | Hạ Chi Quang (夏之光)    | Hạ Chi Quang (夏之光)    | Yên Hủ Gia (焉栩嘉)      | Lưu Dã (刘也)           | Diêu Sâm (姚琛)         | Hạ Chi Quang (夏之光)   |
| 5    | Bành Sở Việt (彭楚粵)   | Lưu Dã (刘也)            | Triệu Lỗi (赵磊)         | Yên Hủ Gia (焉栩嘉)      | Yên Hủ Gia (焉栩嘉)      | Hạ Chi Quang (夏之光)    | Diêu Sâm (姚琛)         | Trạch Tiêu Văn (翟瀟聞) | Diêu Sâm (姚琛)         |
| 6    | Lý Vân Nhuệ (李昀銳)    | Yên Hủ Gia (焉栩嘉)      | Yên Hủ Gia (焉栩嘉)      | Lưu Dã (刘也)            | Vương Thần Nghệ (王晨藝) | Vương Thần Nghệ (王晨藝) | Trương Nhan Tề (張顏齊) | Lưu Dã (刘也)           | Trạch Tiêu Văn (翟瀟聞) |
| 7    | Triệu Lỗi (赵磊)        | Triệu Lỗi (赵磊)         | Lưu Dã (刘也)            | Triệu Lỗi (赵磊)         | Trạch Tiêu Văn (翟瀟聞)  | Trạch Tiêu Văn (翟瀟聞)  | Hạ Chi Quang (夏之光)   | Hạ Chi Quang (夏之光)   | Trương Nhan Tề (張顏齊) |
| 8    | Hà Lạc Lạc (何洛洛)     | Bành Sở Việt (彭楚粵)    | Trương Nhan Tề (張顏齊)  | Trạch Tiêu Văn (翟瀟聞)  | Triệu Nhượng (赵让)      | Triệu Nhượng (赵让)      | Trạch Tiêu Văn (翟瀟聞) | Trương Nhan Tề (張顏齊) | Lưu Dã (刘也)           |
| 9    | Triệu Nhượng (赵让)     | Trạch Tiêu Văn (翟瀟聞)  | Trạch Tiêu Văn (翟瀟聞)  | Vương Thần Nghệ (王晨藝) | Triệu Lỗi (赵磊)         | Triệu Lỗi (赵磊)         | Triệu Nhượng (赵让)     | Triệu Nhượng (赵让)     | Nhậm Hào (任豪)         |
| 10   | Trạch Tiêu Văn (翟瀟聞) | Trương Nhan Tề (張顏齊)  | Triệu Nhượng (赵让)      | Diêu Sâm (姚琛)          | Lưu Dã (刘也)            | Lục Tư Hằng (陸思恆)     | Lý Hâm Nhất (李鑫一)    | Lý Hâm Nhất (李鑫一)    | Triệu Lỗi (赵磊)        |
| 11   | Đới Cảnh Diệu (戴景耀)  | Triệu Nhượng (赵让)      | Bành Sở Việt (彭楚粵)    | Triệu Nhượng (赵让)      | Lục Tư Hằng (陸思恆)     | Lưu Dã (刘也)            | Lục Tư Hằng (陸思恆)    | Nhậm Hào (任豪)         | Triệu Nhượng (赵让)     |

### Kết quả chính thức
Trong đêm chung kết vào ngày 8 tháng 6 năm 2019, các cố vấn thông báo tên chính thức của nhóm là R1SE.
| Tập 10 (Tổng lượt bình chọn) | Tập 10 (Tổng lượt bình chọn) | Tập 10 (Tổng lượt bình chọn) | Tập 10 (Tổng lượt bình chọn)              |
| #                            | Tên                          | Lượt bình chọn               | Công ty                                   |
| ---------------------------- | ---------------------------- | ---------------------------- | ----------------------------------------- |
| 1                            | Châu Chấn Nam                | 37,098,540                   | Wajijiwa Entertainment                    |
| 2                            | Hà Lạc Lạc                   | 13,652,312                   | Original Plan                             |
| 3                            | Yên Hủ Gia                   | 11,164,384                   | Wajijiwa Entertainment                    |
| 4                            | Hạ Chi Quang                 | 11,107,051                   | Wajijiwa Entertainment                    |
| 5                            | Diêu Sâm                     | 10,764,262                   | Fanling Culture Media (JYP Entertainment) |
| 6                            | Trạch Tiêu Văn               | 10,581,322                   | Wajijiwa Entertainment                    |
| 7                            | Trương Nhan Tề               | 9,626,829                    | Attitude Music                            |
| 8                            | Lưu Dã                       | 7,974,641                    | Pelias                                    |
| 9                            | Nhậm Hào                     | 7,511,752                    | White Media                               |
| 10                           | Triệu Lỗi                    | 7,503,760                    | Wajijiwa Entertainment                    |
| 11                           | Triệu Nhượng                 | 7,498,972                    | SDT Entertainment                         |

## Nội dung chương trình

### Tập 1
- Thí sinh vào trại tập trung
- Đánh giá đầu tiên
- Chủ trì và các giáo viên trong Ban chủ nhiệm đưa ra đánh giá xếp lớp  tương ứng thông qua màn trình diễn của các thì sinh. Có 4 lớp: A (lớp mũi nhọn), B (lớp bình thường), C (lớp đạt tiêu chuẩn) và F (lớp dự thính).
- Ngoài ra còn có quy tắc đặc biệt: Những thí sinh tự nhận xếp hạng lớp A  sẽ hạ cấp trực tiếp xuống lớp F nếu không đạt được tiêu chuẩn lớp A của Ban chủ nhiệm.

| Giai đoạn đầu tiên                                        | Giai đoạn đầu tiên                    | Giai đoạn đầu tiên                        | Giai đoạn đầu tiên | Giai đoạn đầu tiên | Giai đoạn đầu tiên |
| Ca khúc                                                   | Bản gốc                               | Công ty                                   | Thí sinh           | Tự đánh giá        | Hạng               |
| --------------------------------------------------------- | ------------------------------------- | ----------------------------------------- | ------------------ | ------------------ | ------------------ |
| Lỗi lầm ở vườn hoa                                        | Vương Lực Hoành                       | iMe Entertainment                         | Tại Minh           | A                  | F                  |
| Lỗi lầm ở vườn hoa                                        | Vương Lực Hoành                       | iMe Entertainment                         | Lý Dương           | A                  | F                  |
| Lỗi lầm ở vườn hoa                                        | Vương Lực Hoành                       | iMe Entertainment                         | Lý Nhất Triết      | A                  | F                  |
| Lỗi lầm ở vườn hoa                                        | Vương Lực Hoành                       | iMe Entertainment                         | Đặng Giai Khôn     | A                  | F                  |
| Dã man sinh trưởng                                        | Lý Vũ Xuân                            | Asian Idol Factory                        | Lâm Nhiễm          | A                  | F                  |
| Dã man sinh trưởng                                        | Lý Vũ Xuân                            | Asian Idol Factory                        | Đường Tâm          | A                  | F                  |
| Dã man sinh trưởng                                        | Lý Vũ Xuân                            | Asian Idol Factory                        | Lý Cảnh Trạch      | A                  | F                  |
| Dã man sinh trưởng                                        | Lý Vũ Xuân                            | Asian Idol Factory                        | Dương Thái Nhụy    | A                  | F                  |
| Thời gian của chúng ta                                    | TFBOYS                                | TH Entertainment                          | Bạch Hồng Thao     | B                  | F                  |
| Thời gian của chúng ta                                    | TFBOYS                                | TH Entertainment                          | Quách Già Duệ      | C                  | F                  |
| Thời gian của chúng ta                                    | TFBOYS                                | TH Entertainment                          | Đổng Hướng Khoa    | A                  | F                  |
| Drama（Party Favor Remix）, Outbreak（ft. Armanni Reign） | Bro Safari, UFO, Zomboy               | Fanling Culture Media (JYP Entertainment) | Diêu Sâm           | A                  | F                  |
| Drama（Party Favor Remix）, Outbreak（ft. Armanni Reign） | Bro Safari, UFO, Zomboy               | Pelias                                    | Lưu Dã             | A                  | A                  |
| Drama（Party Favor Remix）, Outbreak（ft. Armanni Reign） | Bro Safari, UFO, Zomboy               | Thực tập sinh tự do                       | Vương Thần Nghệ    | A                  | A                  |
| Drama（Party Favor Remix）, Outbreak（ft. Armanni Reign） | Bro Safari, UFO, Zomboy               | Begonia Culture Media                     | Lục Tư Hằng        | A                  | A                  |
| Drama（Party Favor Remix）, Outbreak（ft. Armanni Reign） | Bro Safari, UFO, Zomboy               | Chuangxin Power                           | Chu Vi Chi         | A                  | F                  |
| Không phải vì trời trong xanh mới yêu em                  | Lý Tưởng Hỗn Đản                      | Youhug Media                              | Đới Cảnh Diệu      | A                  | F                  |
| Tôn Ngộ Không                                             | Ngũ Nguyệt Thiên, Trương Quốc Tỷ      | Kangxi Pictures                           | Lý Vĩ Tiệp         | A                  | F                  |
| Tôn Ngộ Không                                             | Ngũ Nguyệt Thiên, Trương Quốc Tỷ      | Kangxi Pictures                           | Thôi Thiệu Dương   | A                  | F                  |
| Tôn Ngộ Không                                             | Ngũ Nguyệt Thiên, Trương Quốc Tỷ      | Kangxi Pictures                           | Ngụy Thân Châu     | A                  | F                  |
| Ngàn năm ánh sáng                                         | G.E.M                                 | Nuclear Fire Media                        | Ngô Hùng Thành     | A                  | F                  |
| Ngàn năm ánh sáng                                         | G.E.M                                 | Nuclear Fire Media                        | Châu Triệu Uyên    | F                  | B                  |
| Ngàn năm ánh sáng                                         | G.E.M                                 | Nuclear Fire Media                        | Lâm Tử Kiệt        | F                  | C                  |
| Ngàn năm ánh sáng                                         | G.E.M                                 | Nuclear Fire Media                        | Hạ Tuấn Hùng       | F                  | A→B                |
| Ngàn năm ánh sáng                                         | G.E.M                                 | Nuclear Fire Media                        | Hùng Nghệ Văn      | F                  | C                  |
| Chính là anh                                              | Lâm Mặc, Tôn Diệc Hàng, Triển Dật Văn | SDT Entertainment                         | Tử Kha             | B                  | B                  |
| Chính là anh                                              | Lâm Mặc, Tôn Diệc Hàng, Triển Dật Văn | SDT Entertainment                         | Triệu Nhượng       | A                  | A                  |
| Chính là anh                                              | Lâm Mặc, Tôn Diệc Hàng, Triển Dật Văn | SDT Entertainment                         | Đại Thiếu Đông     | B                  | C                  |
| Chính là anh                                              | Lâm Mặc, Tôn Diệc Hàng, Triển Dật Văn | SDT Entertainment                         | Lý Hâm Nhất        | B                  | A→B                |
| Cỏ non                                                    | Thường Thạch Lỗi                      | Kaila Picture                             | Vương Thông        | C                  | C                  |
| Cỏ non                                                    | Thường Thạch Lỗi                      | White Media                               | POI                | A                  | A→B                |
| Cỏ non                                                    | Thường Thạch Lỗi                      | Yinhe Kuyu Media                          | Lưu Đặc            | C                  | C                  |
| Cỏ non                                                    | Thường Thạch Lỗi                      | Thực tập sinh tự do                       | Sử Tử Dật          | A                  | F                  |
| Cỏ non                                                    | Thường Thạch Lỗi                      | Catwalk                                   | Lâm Hoán Quân      | C                  | A→B                |
| Cỏ non                                                    | Thường Thạch Lỗi                      | D.Wang Media                              | Lý Thiên Kỳ        | C                  | C                  |
| Cỏ non                                                    | Thường Thạch Lỗi                      | XYSZ Media                                | La Điện Hạ         | C                  | C                  |
| Para para hoa anh đào                                     | Quách Phú Thành                       | Rui Star Culture                          | Dư Viễn Phàm       | F                  | C                  |
| Para para hoa anh đào                                     | Quách Phú Thành                       | Rui Star Culture                          | Tất Hạo Nhiên      | B                  | C                  |
| Para para hoa anh đào                                     | Quách Phú Thành                       | Rui Star Culture                          | Trương Quýnh Mẫn   | A                  | F                  |
| Hội những người thất tình                                 | Thảo Mãnh                             | Yihui Media                               | Lý Vân Nhuệ        | F                  | B                  |
| Hội những người thất tình                                 | Thảo Mãnh                             | Yihui Media                               | Hồ Hạo Phàm        | A                  | F                  |
| Tây Môn thiếu niên                                        | Lý Vũ Xuân                            | Wajijiwa Entertainment                    | Trạch Tiêu Văn     | A                  | F                  |
| Tây Môn thiếu niên                                        | Lý Vũ Xuân                            | Wajijiwa Entertainment                    | Bành Sở Việt       | A                  | F                  |
| Tây Môn thiếu niên                                        | Lý Vũ Xuân                            | Wajijiwa Entertainment                    | Triệu Lỗi          | A                  | A→B                |
| Tây Môn thiếu niên                                        | Lý Vũ Xuân                            | Wajijiwa Entertainment                    | Hạ Chi Quang       | A                  | A→B                |
| Tây Môn thiếu niên                                        | Lý Vũ Xuân                            | Wajijiwa Entertainment                    | Châu Chấn Nam      | A                  | A                  |
| Tây Môn thiếu niên                                        | Lý Vũ Xuân                            | Wajijiwa Entertainment                    | Yên Hủ Gia         | A                  | A                  |

### Tập 2
| Giai đoạn thứ 2          | Giai đoạn thứ 2                 | Giai đoạn thứ 2              | Giai đoạn thứ 2    | Giai đoạn thứ 2 | Giai đoạn thứ 2 |
| Ca khúc                  | Bản gốc                         | Công ty                      | Thí sinh           | Tự đánh giá     | Hạng            |
| ------------------------ | ------------------------------- | ---------------------------- | ------------------ | --------------- | --------------- |
| Baby                     | Justin Bieber, Ludacris         | ETM Academy                  | Ngô Quý Phong      | B               | B               |
| Baby                     | Justin Bieber, Ludacris         | Original Plan                | Hà Lạc Lạc         | B               | B               |
| Baby                     | Justin Bieber, Ludacris         | Oriental Story               | Thái Chính Kiệt    | B               | B               |
| Baby                     | Justin Bieber, Ludacris         | Proud Culture                | Tôn Kỳ Tuấn        | B               | C               |
| Yêu anh                  | Trần Phương Ngữ                 | Mantra Pictures M            | Hầu Lập            | B               | C               |
| Yêu anh                  | Trần Phương Ngữ                 | Mantra Pictures M            | Vạn Vũ Hàng        | B               | C               |
| Yêu anh                  | Trần Phương Ngữ                 | Mantra Pictures M            | Diêm Bác           | B               | F               |
| Yêu anh                  | Trần Phương Ngữ                 | Mantra Pictures M            | Lưu Thần Vũ        | B               | F               |
| Penguin's game           | Gelato                          | Qin's Entertainment          | Dương Đào          | C               | F               |
| Penguin's game           | Gelato                          | Qin's Entertainment          | Lân Nhất Minh      | C               | F               |
| Đôi mắt to               | Chung Hán Lương                 | Huakai Banxia Culture        | Vương Nghệ Hoành   | C               | C               |
| Đôi mắt to               | Chung Hán Lương                 | Huakai Banxia Culture        | Lý Hòa Thần        | C               | C               |
| Đao mã đán               | Lý Mân                          | Easyplus                     | Ngưu Siêu          | C               | A               |
| Đao mã đán               | Lý Mân                          | Easyplus                     | Du Bân             | C               | C               |
| Đao mã đán               | Lý Mân                          | Easyplus                     | Dư Thừa Ân         | C               | C               |
| Đao mã đán               | Lý Mân                          | Easyplus                     | Cố Thiên Hàng      | C               | C               |
| Đao mã đán               | Lý Mân                          | Easyplus                     | Hà Liêu Lữ Quân    | C               | C               |
| Boy in luv               | BTS                             | Hot Idol Music               | Trương Mãnh        | F               | C               |
| Boy in luv               | BTS                             | Hot Idol Music               | Trương Minh Hiên   | F               | C               |
| Boy in luv               | BTS                             | Hot Idol Music               | Lưu Cẩn Du         | F               | C               |
| Boy in luv               | BTS                             | Hot Idol Music               | Dư Khả             | F               | B               |
| Boy in luv               | BTS                             | Hot Idol Music               | Mã Tuyết Dương     | F               | B               |
| Me voglio fa na casa     | Cecilia Bartoli                 | Core Culture                 | Ngô Thiên Nhậm     | F               | B               |
| Trung Quốc nói           | S.H.E                           | MIGO TOM                     | Vương Hiếu Thần    | B               | B               |
| Trung Quốc nói           | S.H.E                           | MIGO TOM                     | Kiều Quân Vũ       | F               | C               |
| Ba lối rẽ, các anh em    | Vương Lực Hoành                 | Jiyun Culture                | Lâm Á Đông         | F               | B               |
| Ba lối rẽ, các anh em    | Vương Lực Hoành                 | Jiyun Culture                | Trương Đạt Nguyên  | F               | B               |
| 12                       | Trương Nhan Tề                  | Attitude Music               | Trương Nhan Tề     | F               | B               |
| Tình yêu hoa thủy vu     | Tiêu Kính Đằng                  | Esee Model Management        | Tứ Chính           | C               | C               |
| Tình yêu hoa thủy vu     | Tiêu Kính Đằng                  | Starrylab                    | Đỗ Dục             | C               | C               |
| Tình yêu hoa thủy vu     | Tiêu Kính Đằng                  | Long WuTian Culture          | Trương Nghệ Đông   | C               | C               |
| Thuyết xướng freestyle   | Thường Mạch Tái                 | JNERA Cultural Media         | Đoàn Hạo Nam       | F               | F               |
| Calorie                  | Hỏa tiễn thiếu nữ 101           | Thực tập sinh tự do          | Kendall Erik Brant | F               | F               |
| Calorie                  | Hỏa tiễn thiếu nữ 101           | 1CM Lingyu Entertainment     | Vương Chí Văn      | F               | F               |
| Calorie                  | Hỏa tiễn thiếu nữ 101           | Huayi Brothers               | Quách Tinh Dã      | F               | F               |
| Chờ anh gọi đến          | TheFEEX, A-Mac                  | Huaying Entertainment        | Kỳ Nhất Đồng       | F               | F               |
| Chờ anh gọi đến          | TheFEEX, A-Mac                  | Huaying Entertainment        | Chung Nặc Ngôn     | F               | F               |
| Nhớ em mãi chẳng đủ      | Hoàng Lễ Cách                   | Jiashang Media               | Tiêu Khải Trung    | F               | F               |
| Nhớ em mãi chẳng đủ      | Hoàng Lễ Cách                   | Jiashang Media               | Nhâm Thế Hào       | F               | C               |
| 9981                     | Thủ Kinh Kế Hoa                 | Chaodian Culture             | Dịch Ngôn          | F               | C               |
| 9981                     | Thủ Kinh Kế Hoa                 | Chaodian Culture             | Lưu Hạ Tuấn        | F               | C               |
| Quần áo mới của vương tử | Tiểu Kính Đằng                  | Banana Culture Entertainment | Trần Úc Giai       | F               | C               |
| Quần áo mới của vương tử | Tiểu Kính Đằng                  | Banana Culture Entertainment | Tằng Tương Kiệt    | F               | C               |
| Quần áo mới của vương tử | Tiểu Kính Đằng                  | Banana Culture Entertainment | Trần Úc Giai       | F               | C               |
| The monster              | Eminem, Rihanna                 | Thực tập sinh tự do          | Dư Tông Dao        | F               | C               |
| Lạnh lẽo                 | Trương Bích Thần, Dương Tông Vĩ | Jay Walk New Joy             | Triệu Hựu Duy      | B               | C               |
| Lạnh lẽo                 | Trương Bích Thần, Dương Tông Vĩ | Jay Walk New Joy             | Tần Thiên          | B               | B               |
| Lạnh lẽo                 | Trương Bích Thần, Dương Tông Vĩ | Jay Walk New Joy             | Triệu Trạch Phàm   | B               | B               |
| Lạnh lẽo                 | Trương Bích Thần, Dương Tông Vĩ | Jay Walk New Joy             | Tưởng Dập Minh     | B               | B               |
| Lạnh lẽo                 | Trương Bích Thần, Dương Tông Vĩ | Jay Walk New Joy             | Lộ Hoán Du         | B               | B               |
| Lạnh lẽo                 | Trương Bích Thần, Dương Tông Vĩ | Jay Walk New Joy             | Phong Sở Hiên      | B               | A               |
| Lúc ấy vừa kịp           | Triệu Chính Hào                 | Niuban Culture               | Triệu Chính Hào    | B               | A               |

- Lớp A giới hạn chỉ có 11 học viên. Khi xuất hiện thí sinh thứ 12 đạt hạng lớp A, giáo viên sẽ chọn 2 trong số các học của lớp A để cả ba thi đấu trực tiếp. 2 người thi tốt hơn được vào lớp A, người thua xuống lớp B.

| Sân khấu giành ngôi | Sân khấu giành ngôi              | Sân khấu giành ngôi                 | Sân khấu giành ngôi | Sân khấu giành ngôi           | Sân khấu giành ngôi                             |
| Hạng mục thi đấu    | Ca khúc                          | Bản gốc                             | Học viên thách đấu  | Học viên bảo vệ vị trí        | Kết quả                                         |
| ------------------- | -------------------------------- | ----------------------------------- | ------------------- | ----------------------------- | ----------------------------------------------- |
| Nhảy                | Baby baby                        | Winner                              | Ngưu Siêu           | Vương Thần Nghệ, Hạ Chi Quang | Ngưu Siêu thay thế Hạ Chi Quang vào lớp A       |
| Hát                 | Ánh trăng sáng, ký ức, cánh buồm | Trương Tín Triết, Triệu Chính Hào   | Triệu Chính Hào     | Hạ Tuấn Hùng, Triệu Lỗi       | Triệu Chính Hào thay thế Hạ Tuấn Hùng vào lớp A |
| Nhảy                | Shell shocked                    | Juicy J, Wiz Khalifa, Ty Dolla $ign | Phong Sở Hiên       | POI Nhậm Hào, Lưu Dã          | Phong Sở Hiên thay thế POI Nhậm Hào vào lớp A   |

- Học viên thử thách

- Do từng có kinh nghiệm trong nhóm nhạc và kinh nghiệm biểu diễn nhiều năm, 4 thí sinh lấy danh nghĩa Thí sinh thử thách đến tham gia phần đánh giá xếp lớp của chương trình

- Vòng 1: Để đảm bảo sự công bằng với các thí sinh khác, các học viên thử thách cần phải đạt được trình độ lớp A của Ban chủ nhiệm mới có thể tham gia tiếp tục, nếu không sẽ bị loại thằng trực tiếp và ra về.
- Vòng 2

- Học viên thử thách sau khi thông qua vòng 1, chọn 1 thành viên của lớp A tiến hành thi đấu trực tiếp PK 1vs1
- Nếu học viên thử thách thắng sẽ được vào lớp A, nếu thua sẽ bị loại trực tiếp và ra về.

| Học viên thử thách  | Học viên thử thách  | Học viên thử thách | Học viên thử thách | Học viên thử thách | Học viên thử thách | Học viên thử thách                    |
| Vòng 1              | Vòng 1              | Vòng 1             | Vòng 1             | Vòng 2             | Vòng 2             | Vòng 2                                |
| Bài hát             | Công ty             | Học viên           | Đánh giá           | 1vs1               | Đối thủ            | Kết quả                               |
| ------------------- | ------------------- | ------------------ | ------------------ | ------------------ | ------------------ | ------------------------------------- |
| "Theo đuổi giấc mơ" | Topping Culture     | Trương Viễn        | A                  | Hát                | Rex Lý Hâm Nhất    | Trương Viễn thắng                     |
| "Theo đuổi giấc mơ" | MountainTop         | Cao Gia Lãng       | A                  | Tự sáng tác        | Triệu Lỗi          | Cao Gia Lãng thắng                    |
| "Theo đuổi giấc mơ" | Thực tập sinh tự do | Cao Hãn Vũ         | A                  | Rap                | Châu Chấn Nam      | Châu Chấn Nam thắng - Cao Hãn Vũ loại |
| "Theo đuổi giấc mơ" | Thực tập sinh tự do | Dương Phi Đồng     | Không được chọn    | –                  | –                  | –                                     |

- Nhiệm vụ bài hát chủ đề 24h: Thực tập sinh xuất sắc: Châu Chấn Nam, Hạ Chi Quang, Lưu Dã, Lâm Nhiễm, Kiều Quân Vũ, Ngụy Thân Châu.

### Tập 3
- Hai nhóm thí sinh cùng diễn 1 bài hát. Kết quả do khán giả trường quay quyết định
- Tên nhóm chiến thắng được in đậm. Trong nhóm, học viên đảm nhận vị C được in đậm
- Kết thúc, Đới Cảnh Diệu là học viên được khán giả bình chọn nhiều nhất.

| Nội dung tiết mục tập 3 | Nội dung tiết mục tập 3  | Nội dung tiết mục tập 3 | Nội dung tiết mục tập 3 | Nội dung tiết mục tập 3         | Nội dung tiết mục tập 3                   | Nội dung tiết mục tập 3 | Nội dung tiết mục tập 3 |
| Thứ tự                  | Bản gốc                  | Ca khúc                 | Đội                     | Tên nhóm                        | Công ty                                   | Thành viên              | Hạng                    |
| ----------------------- | ------------------------ | ----------------------- | ----------------------- | ------------------------------- | ----------------------------------------- | ----------------------- | ----------------------- |
| 1                       | Comic Boyz               | Lưu bút thanh xuân      | Đối Thủ                 | Cúc Áo Đàn Ông                  | Easyplus                                  | Ngưu Siêu               | A                       |
| 1                       | Comic Boyz               | Lưu bút thanh xuân      | Đối Thủ                 | Cúc Áo Đàn Ông                  | Easyplus                                  | Cố Thiên Hàng           | B                       |
| 1                       | Comic Boyz               | Lưu bút thanh xuân      | Đối Thủ                 | Cúc Áo Đàn Ông                  | White Media                               | Nhậm Hào                | B                       |
| 1                       | Comic Boyz               | Lưu bút thanh xuân      | Đối Thủ                 | Cúc Áo Đàn Ông                  | Jiyun Culture                             | Lâm Á Đông              | B                       |
| 1                       | Comic Boyz               | Lưu bút thanh xuân      | Đối Thủ                 | Cúc Áo Đàn Ông                  | Wajijiwa Entertainment                    | Trạch Tiêu Văn          | F                       |
| 1                       | Comic Boyz               | Lưu bút thanh xuân      | Đối Thủ                 | Cúc Áo Đàn Ông                  | Asian Idol Factory                        | Lâm Nhiễm               | F                       |
| 1                       | Comic Boyz               | Lưu bút thanh xuân      | Đối Thủ                 | Cúc Áo Đàn Ông                  | TH Entertainment                          | Quách Già Duệ           | F                       |
| 1                       | Comic Boyz               | Lưu bút thanh xuân      | Cường Thủ               | Khí Thế Đàn Ông                 | SDT Entertainment                         | Triệu Nhượng            | A                       |
| 1                       | Comic Boyz               | Lưu bút thanh xuân      | Cường Thủ               | Khí Thế Đàn Ông                 | SDT Entertainment                         | Lý Hâm Nhất             | B                       |
| 1                       | Comic Boyz               | Lưu bút thanh xuân      | Cường Thủ               | Khí Thế Đàn Ông                 | Hot Idol Music                            | Dư Khả                  | B                       |
| 1                       | Comic Boyz               | Lưu bút thanh xuân      | Cường Thủ               | Khí Thế Đàn Ông                 | MIGO TOM                                  | Vương Hiếu Thần         | B                       |
| 1                       | Comic Boyz               | Lưu bút thanh xuân      | Cường Thủ               | Khí Thế Đàn Ông                 | Rui Star Culture                          | Tất Hạo Nhiên           | C                       |
| 1                       | Comic Boyz               | Lưu bút thanh xuân      | Cường Thủ               | Khí Thế Đàn Ông                 | Qin's Entertainment                       | Dương Đào               | F                       |
| 2                       | Bruno Mars               | Treasure                | Đối Thủ                 | Công Cụ Khai Thác Vàng          | Jay Walk New Joy                          | Phong Sở Hiên           | A                       |
| 2                       | Bruno Mars               | Treasure                | Đối Thủ                 | Công Cụ Khai Thác Vàng          | Niuban Culture                            | Triệu Chính Hào         | A                       |
| 2                       | Bruno Mars               | Treasure                | Đối Thủ                 | Công Cụ Khai Thác Vàng          | Jay Walk New Joy                          | Tần Thiên               | B                       |
| 2                       | Bruno Mars               | Treasure                | Đối Thủ                 | Công Cụ Khai Thác Vàng          | Jay Walk New Joy                          | Tưởng Dập Minh          | B                       |
| 2                       | Bruno Mars               | Treasure                | Đối Thủ                 | Công Cụ Khai Thác Vàng          | Nuclear Fire Media                        | Châu Triệu Uyên         | B                       |
| 2                       | Bruno Mars               | Treasure                | Đối Thủ                 | Công Cụ Khai Thác Vàng          | Yinhe Kuyu Media                          | Lưu Đặc                 | C                       |
| 2                       | Bruno Mars               | Treasure                | Đối Thủ                 | Công Cụ Khai Thác Vàng          | Kangxi Pictures                           | Thôi Thiệu Dương        | F                       |
| 2                       | Bruno Mars               | Treasure                | Đối Thủ                 | Công Cụ Khai Thác Vàng          | iMe Entertainment                         | Lý Dương                | F                       |
| 2                       | Bruno Mars               | Treasure                | Cường Thủ               | Chiến Đội Máy Khai Thác         | MountainTop                               | Cao Gia Lãng            | A                       |
| 2                       | Bruno Mars               | Treasure                | Cường Thủ               | Chiến Đội Máy Khai Thác         | Chaodian Culture                          | Lưu Hạ Tuấn             | C                       |
| 2                       | Bruno Mars               | Treasure                | Cường Thủ               | Chiến Đội Máy Khai Thác         | Easyplus                                  | Du Bân                  | C                       |
| 2                       | Bruno Mars               | Treasure                | Cường Thủ               | Chiến Đội Máy Khai Thác         | Banana Culture Entertainment              | Trần Úc Giai            | C                       |
| 2                       | Bruno Mars               | Treasure                | Cường Thủ               | Chiến Đội Máy Khai Thác         | Mantra Pictures M                         | Hầu Lập                 | C                       |
| 2                       | Bruno Mars               | Treasure                | Cường Thủ               | Chiến Đội Máy Khai Thác         | Mantra Pictures M                         | Vạn Vũ Hàng             | C                       |
| 2                       | Bruno Mars               | Treasure                | Cường Thủ               | Chiến Đội Máy Khai Thác         | JNERA Cultural Media                      | Đoàn Hạo Nam            | F                       |
| 3                       | Cubi                     | Lession                 | Đối Thủ                 | A                               | Wajijiwa Entertainment                    | Yên Hủ Gia              | A                       |
| 3                       | Cubi                     | Lession                 | Đối Thủ                 | A                               | ETM Academy                               | Ngô Quý Phong           | B                       |
| 3                       | Cubi                     | Lession                 | Đối Thủ                 | A                               | SDT Entertainment                         | Tử Kha                  | B                       |
| 3                       | Cubi                     | Lession                 | Đối Thủ                 | A                               | Jiashang Media                            | Nhâm Thế Hào            | C                       |
| 3                       | Cubi                     | Lession                 | Đối Thủ                 | A                               | Proud Culture                             | Tôn Kỳ Tuấn             | C                       |
| 3                       | Cubi                     | Lession                 | Đối Thủ                 | A                               | Banana Culture Entertainment              | Tằng Tương Kiệt         | C                       |
| 3                       | Cubi                     | Lession                 | Đối Thủ                 | A                               | Starrylab                                 | Đỗ Dục                  | C                       |
| 3                       | Cubi                     | Lession                 | Đối Thủ                 | A                               | TH Entertainment                          | Bạch Hồng Thao          | F                       |
| 3                       | Cubi                     | Lession                 | Cường Thủ               | B                               | Original Plan                             | Hà Lạc Lạc              | B                       |
| 3                       | Cubi                     | Lession                 | Cường Thủ               | B                               | Jay Walk New Joy                          | Triệu Hựu Duy           | C                       |
| 3                       | Cubi                     | Lession                 | Cường Thủ               | B                               | Esee Model Management                     | Tứ Chính                | C                       |
| 3                       | Cubi                     | Lession                 | Cường Thủ               | B                               | Wajijiwa Entertainment                    | Bành Sở Việt            | F                       |
| 3                       | Cubi                     | Lession                 | Cường Thủ               | B                               | Jiashang Media                            | Tiêu Khải Trung         | F                       |
| 3                       | Cubi                     | Lession                 | Cường Thủ               | B                               | iMe Entertainment                         | Đặng Giai Khôn          | F                       |
| 4                       | Nam Quyền Mama           | Mẫu Đơn Giang           | Đối Thủ                 | Hồ Lô Đường                     | Thực tập sinh tự do                       | Dư Tông Dao             | C                       |
| 4                       | Nam Quyền Mama           | Mẫu Đơn Giang           | Đối Thủ                 | Hồ Lô Đường                     | Thực tập sinh tự do                       | Sử Tử Dật               | F                       |
| 4                       | Nam Quyền Mama           | Mẫu Đơn Giang           | Đối Thủ                 | Hồ Lô Đường                     | Thực tập sinh tự do                       | Kendall Erik Brant      | F                       |
| 4                       | Nam Quyền Mama           | Mẫu Đơn Giang           | Đối Thủ                 | Hồ Lô Đường                     | Huakai Banxia Culture                     | Vương Nghệ Hoành        | C                       |
| 4                       | Nam Quyền Mama           | Mẫu Đơn Giang           | Đối Thủ                 | Hồ Lô Đường                     | Chaodian Culture                          | Dịch Ngôn               | C                       |
| 4                       | Nam Quyền Mama           | Mẫu Đơn Giang           | Đối Thủ                 | Hồ Lô Đường                     | Hot Idol Music                            | Trương Mãnh             | C                       |
| 4                       | Nam Quyền Mama           | Mẫu Đơn Giang           | Đối Thủ                 | Hồ Lô Đường                     | Hot Idol Music                            | Trương Mãnh             | B                       |
| 4                       | Nam Quyền Mama           | Mẫu Đơn Giang           | Đối Thủ                 | Hồ Lô Đường                     | Core Culture                              | Ngô Thiên Nhậm          | B                       |
| 4                       | Nam Quyền Mama           | Mẫu Đơn Giang           | Cường Thủ               | Tia Sáng Bé Nhỏ Ở Mẫu Đơn Giang | Topping Culture                           | Trương Viễn             | A                       |
| 4                       | Nam Quyền Mama           | Mẫu Đơn Giang           | Cường Thủ               | Tia Sáng Bé Nhỏ Ở Mẫu Đơn Giang | Jay Walk New Joy                          | Triệu Trạch Phàm        | B                       |
| 4                       | Nam Quyền Mama           | Mẫu Đơn Giang           | Cường Thủ               | Tia Sáng Bé Nhỏ Ở Mẫu Đơn Giang | Hot Idol Music                            | Trương Minh Hiên        | C                       |
| 4                       | Nam Quyền Mama           | Mẫu Đơn Giang           | Cường Thủ               | Tia Sáng Bé Nhỏ Ở Mẫu Đơn Giang | 1CM Lingyu Entertainment                  | Vương Chí Văn           | F                       |
| 4                       | Nam Quyền Mama           | Mẫu Đơn Giang           | Cường Thủ               | Tia Sáng Bé Nhỏ Ở Mẫu Đơn Giang | TH Entertainment                          | Đổng Hướng Khoa         | F                       |
| 5                       | Tiểu Hổ Đội              | Tiêu dao du             | Đối Thủ                 | DBZ Đái Bất Tẩu                 | Youhug Media                              | Đới Cảnh Diệu           | F                       |
| 5                       | Tiểu Hổ Đội              | Tiêu dao du             | Đối Thủ                 | DBZ Đái Bất Tẩu                 | Huayi Brothers                            | Quách Tinh Dã           | F                       |
| 5                       | Tiểu Hổ Đội              | Tiêu dao du             | Đối Thủ                 | DBZ Đái Bất Tẩu                 | Qin's Entertainment                       | Lân Nhất Minh           | F                       |
| 5                       | Tiểu Hổ Đội              | Tiêu dao du             | Đối Thủ                 | DBZ Đái Bất Tẩu                 | Yihui Media                               | Hồ Hạo Phàm             | F                       |
| 5                       | Tiểu Hổ Đội              | Tiêu dao du             | Đối Thủ                 | DBZ Đái Bất Tẩu                 | Yihui Media                               | Lý Vân Nhuệ             | B                       |
| 5                       | Tiểu Hổ Đội              | Tiêu dao du             | Đối Thủ                 | DBZ Đái Bất Tẩu                 | Jiyun Culture                             | Trương Đạt Nguyên       | B                       |
| 5                       | Tiểu Hổ Đội              | Tiêu dao du             | Đối Thủ                 | DBZ Đái Bất Tẩu                 | Banana Culture Entertainment              | Hoàng Chấn Vũ           | C                       |
| 5                       | Tiểu Hổ Đội              | Tiêu dao du             | Đối Thủ                 | DBZ Đái Bất Tẩu                 | Rui Star Culture                          | Dư Viễn Phàm            | C                       |
| 5                       | Tiểu Hổ Đội              | Tiêu dao du             | Cường Thủ               | LXL Lưu Hạ Lai                  | Pelias                                    | Lưu Dã                  | A                       |
| 5                       | Tiểu Hổ Đội              | Tiêu dao du             | Cường Thủ               | LXL Lưu Hạ Lai                  | Wajijiwa Entertainment                    | Triệu Lỗi               | B                       |
| 5                       | Tiểu Hổ Đội              | Tiêu dao du             | Cường Thủ               | LXL Lưu Hạ Lai                  | Wajijiwa Entertainment                    | Hạ Chi Quang            | B                       |
| 5                       | Tiểu Hổ Đội              | Tiêu dao du             | Cường Thủ               | LXL Lưu Hạ Lai                  | MIGO TOM                                  | Kiều Quân Vũ            | C                       |
| 5                       | Tiểu Hổ Đội              | Tiêu dao du             | Cường Thủ               | LXL Lưu Hạ Lai                  | Kaila Picture                             | Vương Thông             | C                       |
| 5                       | Tiểu Hổ Đội              | Tiêu dao du             | Cường Thủ               | LXL Lưu Hạ Lai                  | Asian Idol Factory                        | Lý Cảnh Trạch           | F                       |
| 5                       | Tiểu Hổ Đội              | Tiêu dao du             | Cường Thủ               | LXL Lưu Hạ Lai                  | Kangxi Pictures                           | Ngụy Thân Châu          | F                       |
| 5                       | Tiểu Hổ Đội              | Tiêu dao du             | Cường Thủ               | LXL Lưu Hạ Lai                  | Mantra Pictures M                         | Diêm Bác                | F                       |
| 6                       | F.I.R. Phi Nhi Nhạc Đoàn | Tôi muốn bay            | Đối Thủ                 | C                               | Begonia Culture Media                     | Lục Tư Hằng             | A                       |
| 6                       | F.I.R. Phi Nhi Nhạc Đoàn | Tôi muốn bay            | Đối Thủ                 | C                               | SDT Entertainment                         | Đại Thiếu Đông          | C                       |
| 6                       | F.I.R. Phi Nhi Nhạc Đoàn | Tôi muốn bay            | Đối Thủ                 | C                               | XYSZ Media                                | La Điện Hạ              | C                       |
| 6                       | F.I.R. Phi Nhi Nhạc Đoàn | Tôi muốn bay            | Đối Thủ                 | C                               | Nuclear Fire Media                        | Lâm Tử Kiệt             | C                       |
| 6                       | F.I.R. Phi Nhi Nhạc Đoàn | Tôi muốn bay            | Đối Thủ                 | C                               | Nuclear Fire Media                        | Hùng Nghệ Văn           | C                       |
| 6                       | F.I.R. Phi Nhi Nhạc Đoàn | Tôi muốn bay            | Đối Thủ                 | C                               | Nuclear Fire Media                        | Hạ Tuấn Hùng            | B                       |
| 6                       | F.I.R. Phi Nhi Nhạc Đoàn | Tôi muốn bay            | Đối Thủ                 | C                               | Jay Walk New Joy                          | Lộ Hoán Du              | B                       |
| 6                       | F.I.R. Phi Nhi Nhạc Đoàn | Tôi muốn bay            | Đối Thủ                 | C                               | Huaying Entertainment                     | Chung Nặc Ngôn          | F                       |
| 6                       | F.I.R. Phi Nhi Nhạc Đoàn | Tôi muốn bay            | Cường Thủ               | D                               | Thực tập sinh tự do                       | Vương Thần Nghệ         | A                       |
| 6                       | F.I.R. Phi Nhi Nhạc Đoàn | Tôi muốn bay            | Cường Thủ               | D                               | iMe Entertainment                         | Tại Minh                | F                       |
| 6                       | F.I.R. Phi Nhi Nhạc Đoàn | Tôi muốn bay            | Cường Thủ               | D                               | iMe Entertainment                         | Lý Nhất Triết           | F                       |
| 6                       | F.I.R. Phi Nhi Nhạc Đoàn | Tôi muốn bay            | Cường Thủ               | D                               | Mantra Pictures M                         | Lưu Thần Vũ             | F                       |
| 6                       | F.I.R. Phi Nhi Nhạc Đoàn | Tôi muốn bay            | Cường Thủ               | D                               | Rui Star Culture                          | Trương Quýnh Mẫn        | F                       |
| 7                       | Phương Đại Đồng          | Ngộ Không               | Đối Thủ                 | Gió Lốc Mạnh Tại Động Khỉ       | Fanling Culture Media (JYP Entertainment) | Diêu Sâm                | F                       |
| 7                       | Phương Đại Đồng          | Ngộ Không               | Đối Thủ                 | Gió Lốc Mạnh Tại Động Khỉ       | Nuclear Fire Media                        | Ngô Hùng Thành          | F                       |
| 7                       | Phương Đại Đồng          | Ngộ Không               | Đối Thủ                 | Gió Lốc Mạnh Tại Động Khỉ       | Kangxi Pictures                           | Thôi Thiệu Dương        | F                       |
| 7                       | Phương Đại Đồng          | Ngộ Không               | Đối Thủ                 | Gió Lốc Mạnh Tại Động Khỉ       | Asian Idol Factory                        | Dương Thái Nhụy         | F                       |
| 7                       | Phương Đại Đồng          | Ngộ Không               | Đối Thủ                 | Gió Lốc Mạnh Tại Động Khỉ       | Asian Idol Factory                        | Đường Tâm               | F                       |
| 7                       | Phương Đại Đồng          | Ngộ Không               | Đối Thủ                 | Gió Lốc Mạnh Tại Động Khỉ       | Oriental Story                            | Thái Chính Kiệt         | B                       |
| 7                       | Phương Đại Đồng          | Ngộ Không               | Đối Thủ                 | Gió Lốc Mạnh Tại Động Khỉ       | Hot Idol Music                            | Lưu Cẩn Du              | C                       |
| 7                       | Phương Đại Đồng          | Ngộ Không               | Đối Thủ                 | Gió Lốc Mạnh Tại Động Khỉ       | Long WuTian Culture                       | Trương Nghệ Đông        | C                       |
| 7                       | Phương Đại Đồng          | Ngộ Không               | Cường Thủ               | Con Khỉ Được Sấm Chớp Đánh Mạnh | Wajijiwa Entertainment                    | Châu Chấn Nam           | A                       |
| 7                       | Phương Đại Đồng          | Ngộ Không               | Cường Thủ               | Con Khỉ Được Sấm Chớp Đánh Mạnh | Attitude Music                            | Trương Nhan Tề          | B                       |
| 7                       | Phương Đại Đồng          | Ngộ Không               | Cường Thủ               | Con Khỉ Được Sấm Chớp Đánh Mạnh | Huakai Banxia Culture                     | Lý Hòa Thần             | C                       |
| 7                       | Phương Đại Đồng          | Ngộ Không               | Cường Thủ               | Con Khỉ Được Sấm Chớp Đánh Mạnh | Easyplus                                  | Dư Thừa Ân              | C                       |
| 7                       | Phương Đại Đồng          | Ngộ Không               | Cường Thủ               | Con Khỉ Được Sấm Chớp Đánh Mạnh | Easyplus                                  | Hà Liêu Lữ Quân         | C                       |
| 7                       | Phương Đại Đồng          | Ngộ Không               | Cường Thủ               | Con Khỉ Được Sấm Chớp Đánh Mạnh | D.Wang Media                              | Lý Thiên Kỳ             | C                       |
| 7                       | Phương Đại Đồng          | Ngộ Không               | Cường Thủ               | Con Khỉ Được Sấm Chớp Đánh Mạnh | Chuangxin Power                           | Chu Vi Chi              | F                       |
| 7                       | Phương Đại Đồng          | Ngộ Không               | Cường Thủ               | Con Khỉ Được Sấm Chớp Đánh Mạnh | Huaying Entertainment                     | Kỳ Nhất Đồng            | F                       |

### Tập 4
- Sau giai đoạn thứ nhất, chỉ có các học viên xếp hạng bình chọn từ 1-55 được ở lại tiếp tục chương trình
- Mỗi giáo viên chủ nhiệm được đề cử 1 học viên của lớp mình được tiếp tục ở lại. Trong số đó chủ nhiệm ban lớp F đã đề cử một học viên ngoài top 55 được ở lại chương trình.
- Trong số 7 đội chiến thắng vòng thi đấu thứ nhất, học viên trưởng nhóm/center được lựa chọn cứu một đồng đội nằm ngoài top 55 được ở lại chương trình với tư cách học viên dự thính. Người được hồi sinh thành công(tập 6) được in đậm.

| Xếp hạng tập 4                               | Xếp hạng tập 4     | Xếp hạng tập 4                            | Xếp hạng tập 4  | Xếp hạng tập 4 | Xếp hạng tập 4 |
| Hạng                                         | Tên                | Công ty                                   | Người giữ lại   | Bình chọn      | Thay đổi       |
| Hạng 1-11                                    | Hạng 1-11          | Hạng 1-11                                 | Hạng 1-11       | Hạng 1-11      | Hạng 1-11      |
| -------------------------------------------- | ------------------ | ----------------------------------------- | --------------- | -------------- | -------------- |
| 1                                            | Châu Chấn Nam      | Wajijiwa Entertainment                    | –               | 7,047,203      | –              |
| 2                                            | Hạ Chi Quang       | Wajijiwa Entertainment                    | –               | 2,738,345      | –              |
| 3                                            | Hà Lạc Lạc         | Original Plan                             | –               | 2,729,640      | –              |
| 4                                            | Vương Thần Nghệ    | Thực tập sinh tự do                       | –               | 2,635,642      | –              |
| 5                                            | Triệu Lỗi          | Wajijiwa Entertainment                    | –               | 2,514,182      | ↑2             |
| 6                                            | Yên Hủ Gia         | Wajijiwa Entertainment                    | –               | 2,512,447      | –              |
| 7                                            | Lưu Dã             | Pelias                                    | –               | 2,418,541      | ↓2             |
| 8                                            | Trương Nhan Tề     | Attitude Music                            | –               | 2,390,388      | ↑2             |
| 9                                            | Trác Tiêu Văn      | Wajijiwa Entertainment                    | –               | 2,388,971      | –              |
| 10                                           | Triệu Nhượng       | SDT Entertainment                         | –               | 2,380,071      | ↑1             |
| 11                                           | Bành Sở Việt       | Wajijiwa Entertainment                    | –               | 2,369,743      | ↓3             |
| Hạng 12-55(Bao gồm cả học viên ứng cử)       |                    |                                           |                 |                |                |
| 12                                           | Trương Viễn        | Topping Culture                           | –               | 2,368,294      | ↑2             |
| 13                                           | Hạ Tuấn Hùng       | Nuclear Fire Media                        | –               | 1,839,188      | –              |
| 14                                           | Ngô Quý Phong      | ETM Academy                               | –               | 1,732,428      | ↑1             |
| 15                                           | Lý Vân Nhuệ        | Yihui Media                               | –               | 1,642,526      | ↑1             |
| 16                                           | Lục Tư Hằng        | Begonia Culture Media                     | –               | 1,595,851      | ↑1             |
| 17                                           | Triệu Chính Hào    | Niuban Culture                            | –               | 1,589,556      | ↑2             |
| 18                                           | Châu Triệu Uyên    | Nuclear Fire Media                        | –               | 1,459,047      | ↓6             |
| 19                                           | Rex                | SDT Entertainment                         | –               | 1,352,570      | ↓1             |
| 20                                           | Đới Cảnh Diệu      | Youhug Media                              | –               | 1,220,770      | –              |
| 21                                           | Ngưu Siêu          | Easyplus                                  | –               | 1,197,601      | ↑3             |
| 22                                           | POI Nhậm Hào       | White Media                               | –               | 1,092,653      | ↓1             |
| 23                                           | Cao Gia Lãng       | MountainTop                               | –               | 974,132        | ↑4             |
| 24                                           | Dư Thừa Ân         | Easyplus                                  | –               | 889,129        | ↑1             |
| 25                                           | Phong Sở Hiên      | Jay Walk New Joy                          | –               | 824,190        | ↑4             |
| 26                                           | Lâm Tử Kiệt        | Nuclear Fire Media                        | –               | 815,724        | ↓4             |
| 27                                           | Mã Tuyết Dương     | Hot Idol Music                            | –               | 801,197        | ↑1             |
| 28                                           | Hùng Nghệ Văn      | Nuclear Fire Media                        | –               | 788,444        | ↓5             |
| 29                                           | Bạch Hồng Thao     | TH Entertainment                          | –               | 690,184        | ↑1             |
| 30                                           | Tần Thiên          | Jay Walk New Joy                          | –               | 675,046        | ↑7             |
| 31                                           | Trương Quýnh Mẫn   | Rui Star Culture                          | –               | 583,879        | ↑7             |
| 32                                           | Chu Vi Chi         | Chuangxin Power                           | –               | 557,736        | ↑10            |
| 33                                           | Tôn Kỳ Tuấn        | Proud Culture                             | –               | 525,897        | ↑8             |
| 34                                           | Nhâm Thế Hào       | Jiashang Media                            | –               | 524,719        | –              |
| 35                                           | Lâm Nhiễm          | Asian Idol Factory                        | –               | 518,132        | ↓9             |
| 36                                           | Trương Đạt Nguyên  | Jiyun Culture                             | –               | 517,578        | ↑4             |
| 37                                           | Quách Già Duệ      | TH Entertainment                          | –               | 512,446        | ↓6             |
| 38                                           | Diêu Sâm           | Fanling Culture Media (JYP Entertainment) | –               | 506,363        | ↑21            |
| 39                                           | Đại Thiếu Đông     | SDT Entertainment                         | –               | 494,760        | ↓6             |
| 40                                           | Tứ Chính           | Đại Thiếu Đông                            | –               | 493,669        | ↑7             |
| 41                                           | Đổng Hướng Khoa    | TH Entertainment                          | –               | 488,289        | ↑2             |
| 42                                           | Triệu Trạch Phàm   | Jay Walk New Joy                          | –               | 487,126        | ↑3             |
| 43                                           | Tiêu Khải Trung    | Jiashang Media                            | –               | 469,960        | ↑9             |
| 44                                           | Du Bân             | Easyplus                                  | –               | 469,349        | ↑4             |
| 45                                           | Vương Nghệ Hoành   | Huakai Banxia Culture                     | –               | 458,138        | ↑1             |
| 46                                           | Hồ Hạo Phàm        | Yihui Media                               | –               | 419,827        | ↑10            |
| 47                                           | Lâm Á Đông         | Jiyun Culture                             | –               | 418,735        | ↑8             |
| 48                                           | Tưởng Dập Minh     | Jay Walk New Joy                          | –               | 414,173        | ↑2             |
| 49                                           | Dịch Ngôn          | Chaodian Culture                          | –               | 408,219        | ↑15            |
| 50                                           | Tất Hạo Nhiên      | Rui Star Culture                          | –               | 403,075        | ↑7             |
| 51                                           | Thái Chính Kiệt    | Oriental Story                            | –               | 395,771        | ↑2             |
| 52                                           | Đỗ Dục             | Starrylab                                 | –               | 358,856        | ↓8             |
| 53                                           | Kiều Quân Vũ       | MIGO TOM                                  | –               | 338,775        | ↑15            |
| 54                                           | Thôi Thiệu Dương   | Kangxi Pictures                           | –               | 315,042        | ↑11            |
| 55                                           | Đoàn Hạo Nam       | JNERA Cultural Media                      | –               | 311,659        | ↓4             |
| 72                                           | Tại Minh           | iMe Entertainment                         | Tô Hữu Bằng     | 238,388        | ↑2             |
| Dự bị(Người thành công hồi sinh được in đậm) |                    |                                           |                 |                |                |
| 60                                           | Quách Tinh Dã      | Huayi Brothers                            | Đới Cảnh Minh   | 287,098        | ↓6             |
| 66                                           | Dương Đào          | Qin's Entertainment                       | Triệu Nhượng    | 267,415        | ↓5             |
| 68                                           | Lưu Đặc            | Yinhe Kuyu Media                          | Phong Sở Hiên   | 261,800        | ↑11            |
| 85                                           | Vương Chí Văn      | 1CM Lingyu Entertainment                  | Trương Viễn     | 159,275        | ↓9             |
| 86                                           | Lưu Thần Vũ        | Mantra Pictures M                         | Vương Thần Nghệ | 156,456        | ↓9             |
| 88                                           | Lý Thiên Kỳ        | D.Wang Media                              | Châu Chấn Nam   | 130,169        | ↓3             |
| 89                                           | Đặng Giai Khôn     | iMe Entertainment                         | Hà Lạc Lạc      | 129,203        | ↓8             |
| Bị loại                                      |                    |                                           |                 |                |                |
| 56                                           | Dương Thái Nhụy    | Asian Idol Factory                        | –               | 302,171        | ↓20            |
| 57                                           | Kendall Erik Brant | Thực tập sinh tự do                       | –               | 292,556        | ↓18            |
| 58                                           | Lý Cảnh Trạch      | Asian Idol Factory                        | –               | 291,241        | ↓26            |
| 59                                           | La Điện Hạ         | XYSZ Media                                | –               | 289,803        | ↓11            |
| 61                                           | Đường Tâm          | Asian Idol Factory                        | –               | 278,809        | ↓26            |
| 62                                           | Cố Thiên Hàng      | Easyplus                                  | –               | 277,275        | ↑5             |
| 63                                           | Lân Nhất Minh      | Qin's Entertainment                       | –               | 275,644        | ↓3             |
| 64                                           | Triệu Hựu Duy      | Jay Walk New Joy                          | –               | 269,858        | ↑6             |
| 65                                           | Dư Viễn Phàm       | Rui Star Culture                          | –               | 268,452        | ↑21            |
| 67                                           | Ngô Hùng Thành     | Nuclear Fire Media                        | –               | 264,167        | ↓9             |
| 69                                           | Lưu Hạ Tuấn        | Chaodian Culture                          | –               | 260,286        | ↑3             |
| 70                                           | Hầu Lập            | Mantra Pictures M                         | –               | 243,064        | ↑1             |
| 71                                           | Lý Hòa Thần        | Huakai Banxia Culture                     | –               | 239,737        | ↓8             |
| 73                                           | Ngụy Thân Châu     | Kangxi Pictures                           | –               | 229,972        | ↑11            |
| 74                                           | Hà Liêu Lữ Quân    | Easyplus                                  | –               | 222,122        | ↑1             |
| 75                                           | Vương Hiếu Thần    | MIGO TOM                                  | –               | 222,004        | ↓2             |
| 76                                           | Trương Nghệ Đông   | Trương Nghệ Đông                          | –               | 213,166        | ↑2             |
| 77                                           | Tử Kha             | SDT Entertainment                         | –               | 211,991        | ↓15            |
| 78                                           | Lý Dương           | iMe Entertainment                         | –               | 209,525        | ↓9             |
| 79                                           | Trần Úc Giai       | Banana Culture Entertainment              | –               | 206,240        | ↓13            |
| 80                                           | Lý Vĩ Tiệp         | Kangxi Pictures                           | –               | 196,403        | ↑7             |
| 81                                           | Vạn Vũ Hàng        | Mantra Pictures M                         | –               | 183,810        | ↑14            |
| 82                                           | Dư Khả             | Hot Idol Music                            | –               | 172,105        | ↑6             |
| 83                                           | Lưu Cẩn Du         | Hot Idol Music                            | –               | 166,021        | ↑6             |
| 84                                           | Lộ Hoán Du         | Jay Walk New Joy                          | –               | 160,734        | ↑6             |
| 87                                           | Sử Tử Dật          | Thực tập sinh tự do                       | –               | 137,212        | ↑5             |
| 90                                           | Kỳ Nhất Đồng       | Huaying Entertainment                     | –               | 123,746        | ↓10            |
| 91                                           | Hoàng Chấn Vũ      | Banana Culture Entertainment              | –               | 121,808        | ↓9             |
| 92                                           | Dư Tông Dao        | Thực tập sinh tự do                       | –               | 118,880        | ↓1             |
| 93                                           | Chung Nặc Ngôn     | Huaying Entertainment                     | –               | 110,266        | ↓10            |
| 94                                           | Tằng Tương Kiệt    | Banana Culture Entertainment              | –               | 107,698        | ↑2             |
| 95                                           | Trương Minh Hiên   | Hot Idol Music                            | –               | 107,285        | ↓1             |
| 96                                           | Diêm Bác           | Mantra Pictures M                         | –               | 91,368         | ↑2             |
| 97                                           | Trương Mãnh        | Hot Idol Music                            | –               | 87,384         | –              |
| 98                                           | Ngô Thiên Nhậm     | Core Culture                              | –               | 83,320         | ↑2             |
| 99                                           | Lý Nhất Triết      | iMe Entertainment                         | –               | 78,586         | ↓6             |
| 100                                          | Vương Thông        | Kaila Picture                             | –               | 68,163         | ↓1             |

| Đề cử của giáo viên chủ nhiệm | Đề cử của giáo viên chủ nhiệm | Đề cử của giáo viên chủ nhiệm | Đề cử của giáo viên chủ nhiệm |
| Hạng                          | Tên                           | Công ty                       | Giáo viên                     |
| ----------------------------- | ----------------------------- | ----------------------------- | ----------------------------- |
| 12                            | Trương Viễn                   | Topping Culture               | Quách Phú Thành               |
| 13                            | Hạ Tuấn Hùng                  | Nuclear Fire Media            | Hồ Ngạn Bân                   |
| 53                            | Kiều Quân Vũ                  | MIGO TOM                      | Hoàng Lập Hành                |
| 72                            | Tại Minh                      | iMe Entertainment             | Tô Hữu Bằng                   |

### Tập 5
- Đại hội thể thao dưới nước
- Vòng biểu diễn thứ hai
  - Vòng biểu diễn này được chia thành ba vị trí: sáng tác, vũ đạo và thanh nhạc. Các học viên sẽ điền vào nguyện vọng vị trí mong muốn. Ban chủ nhiệm chọn ra 12 học viên thi đấu tại hạng mục sáng tác.
  - Các học viên lựa chọn bài hát theo theo thứ tự của xếp hạng của bản thân tại vòng loại trừ đầu tiên.
  - Ngoài ra, tất cả các học viên dự bị sẽ phải đi theo học viên trưởng nhóm đã hồi sinh mình tại vòng trước.
  - Khách mời trợ giúp: Mạnh Mỹ Kỳ, Đoàn Áo Quyên.

### Tập 6
- Vòng biểu diễn thứ hai
  - Sau phần trình diễn của mỗi nhóm, khán giả sẽ bình chọn cho học viên yêu thích. Ngoài ra, mỗi giáo viên chủ nhiệm sẽ chọn một học viên là người thể hiện tốt nhất. Nếu kết quả trùng với bình chọn của khán giả, chủ nhiệm lớp sẽ nhận được 1 điểm. Trong bảng, in đậm là học viên được yêu thích nhất trong nhóm; in nghiêng là học viên dự thính.
  - Kết thúc màn trình diễn, khán giả sẽ một lần nữa bình chọn 7 học viên dự thính, top 3 sẽ lấy lại tư cách học viên chính thức và kênh bình chọn sẽ được mở.
  - Vào cuối chương trình, mỗi sinh viên đã bỏ phiếu cho mức độ công nhận cao nhất trong hai nhóm (ví dụ: nếu sinh viên là nhóm thanh nhạc, họ có thể chọn một nhóm các nhóm nhảy và một nhóm các nhóm thanh nhạc), và cũng công bố vòng thi hiện tại. Vua like được in đậm.

| Nội dung tiết mục tập 6 | Nội dung tiết mục tập 6 | Nội dung tiết mục tập 6     | Nội dung tiết mục tập 6                   | Nội dung tiết mục tập 6 | Nội dung tiết mục tập 6 | Nội dung tiết mục tập 6                   |
| Đội                     | Bản gốc                 | Ca khúc                     | Công ty                                   | Thành viên              | Bình chọn               | Người nhận điểm                           |
| ----------------------- | ----------------------- | --------------------------- | ----------------------------------------- | ----------------------- | ----------------------- | ----------------------------------------- |
| Sáng tác                | Cả nhóm                 | Fireman                     | Wajijiwa Entertainment                    | Châu Chấn Nam           | 176                     | Quách Phú Thành, Hồ Ngạn Bân              |
| Sáng tác                | Cả nhóm                 | Fireman                     | Pelias                                    | Lưu Dã                  | 95                      | Quách Phú Thành, Hồ Ngạn Bân              |
| Sáng tác                | Cả nhóm                 | Fireman                     | Jay Walk New Joy                          | Phong Sở Hiên           | 72                      | Quách Phú Thành, Hồ Ngạn Bân              |
| Sáng tác                | Cả nhóm                 | Fireman                     | Fanling Culture Media (JYP Entertainment) | Diêu Sâm                | 59                      | Quách Phú Thành, Hồ Ngạn Bân              |
| Sáng tác                | Cả nhóm                 | Fireman                     | D.Wang Media                              | Lý Thiên Kỳ             | 26                      | Quách Phú Thành, Hồ Ngạn Bân              |
| Sáng tác                | Cả nhóm                 | Fireman                     | Yinhe Kuyu Media                          | Lưu Đặc                 | 16                      | Quách Phú Thành, Hồ Ngạn Bân              |
| Sáng tác                | Cả nhóm                 | Con đường phía đông Tân Hà  | Attitude Music                            | Trương Nhan Tề          | 142                     | Quách Phú Thành, Hồ Ngạn Bân              |
| Sáng tác                | Cả nhóm                 | Con đường phía đông Tân Hà  | Wajijiwa Entertainment                    | Yên Hủ Gia              | 134                     | Quách Phú Thành, Hồ Ngạn Bân              |
| Sáng tác                | Cả nhóm                 | Con đường phía đông Tân Hà  | Wajijiwa Entertainment                    | Triệu Lỗi               | 81                      | Quách Phú Thành, Hồ Ngạn Bân              |
| Sáng tác                | Cả nhóm                 | Con đường phía đông Tân Hà  | Nuclear Fire Media                        | Hạ Tuấn Hùng            | 53                      | Quách Phú Thành, Hồ Ngạn Bân              |
| Sáng tác                | Cả nhóm                 | Con đường phía đông Tân Hà  | Niuban Culture                            | Triệu Chính Hào         | 31                      | Quách Phú Thành, Hồ Ngạn Bân              |
| Sáng tác                | Cả nhóm                 | Con đường phía đông Tân Hà  | Jay Walk New Joy                          | Tưởng Dập Minh          | 18                      | Quách Phú Thành, Hồ Ngạn Bân              |
| Vũ đạo                  | La Chí Tường, KINJAZ    | No joke                     | Wajijiwa Entertainment                    | Bành Sở Việt            | 177                     | Quách Phú Thành, Hồ Ngạn Bân, Tô Hữu Bằng |
| Vũ đạo                  | La Chí Tường, KINJAZ    | No joke                     | Oriental Story                            | Thái Chính Kiệt         | 149                     | Quách Phú Thành, Hồ Ngạn Bân, Tô Hữu Bằng |
| Vũ đạo                  | La Chí Tường, KINJAZ    | No joke                     | MIGO TOM                                  | Kiều Quân Vũ            | 48                      | Quách Phú Thành, Hồ Ngạn Bân, Tô Hữu Bằng |
| Vũ đạo                  | La Chí Tường, KINJAZ    | No joke                     | Starrylab                                 | Đỗ Dục                  | 44                      | Quách Phú Thành, Hồ Ngạn Bân, Tô Hữu Bằng |
| Vũ đạo                  | La Chí Tường, KINJAZ    | No joke                     | Rui Star Culture                          | Tất Hạo Nhiên           | 18                      | Quách Phú Thành, Hồ Ngạn Bân, Tô Hữu Bằng |
| Vũ đạo                  | La Chí Tường, KINJAZ    | No joke                     | Nuclear Fire Media                        | Hùng Nghệ Văn           | 14                      | Quách Phú Thành, Hồ Ngạn Bân, Tô Hữu Bằng |
| Vũ đạo                  | Justin Bieber           | Let me love you             | SDT Entertainment                         | Triệu Nhượng            | 187                     | Quách Phú Thành, Hồ Ngạn Bân, Tô Hữu Bằng |
| Vũ đạo                  | Justin Bieber           | Let me love you             | Easyplus                                  | Ngưu Siêu               | 123                     | Quách Phú Thành, Hồ Ngạn Bân, Tô Hữu Bằng |
| Vũ đạo                  | Justin Bieber           | Let me love you             | Youhug Media                              | Đới Cảnh Diệu           | 67                      | Quách Phú Thành, Hồ Ngạn Bân, Tô Hữu Bằng |
| Vũ đạo                  | Justin Bieber           | Let me love you             | Qin's Entertainment                       | Dương Đào               | 50                      | Quách Phú Thành, Hồ Ngạn Bân, Tô Hữu Bằng |
| Vũ đạo                  | Justin Bieber           | Let me love you             | Huayi Brothers                            | Quách Tinh Dã           | 21                      | Quách Phú Thành, Hồ Ngạn Bân, Tô Hữu Bằng |
| Vũ đạo                  | Fitz And The Tantrums   | Handclap                    | Thực tập sinh tự do                       | Vương Thần Nghệ         | 184                     | Quách Phú Thành, Hồ Ngạn Bân, Tô Hữu Bằng |
| Vũ đạo                  | Fitz And The Tantrums   | Handclap                    | iMe Entertainment                         | Tại Minh                | 102                     | Quách Phú Thành, Hồ Ngạn Bân, Tô Hữu Bằng |
| Vũ đạo                  | Fitz And The Tantrums   | Handclap                    | 1CM Lingyu Entertainment                  | Vương Chí Văn           | 89                      | Quách Phú Thành, Hồ Ngạn Bân, Tô Hữu Bằng |
| Vũ đạo                  | Fitz And The Tantrums   | Handclap                    | Topping Culture                           | Trương Viễn             | 52                      | Quách Phú Thành, Hồ Ngạn Bân, Tô Hữu Bằng |
| Vũ đạo                  | Fitz And The Tantrums   | Handclap                    | Mantra Pictures M                         | Lưu Thần Vũ             | 23                      | Quách Phú Thành, Hồ Ngạn Bân, Tô Hữu Bằng |
| Vũ đạo                  | Hồ Ngạn Bân             | Bạn trai kho báu            | Original Plan                             | Hà Lạc Lạc              | 150                     | Hồ Ngạn Bân                               |
| Vũ đạo                  | Hồ Ngạn Bân             | Bạn trai kho báu            | White Media                               | POI Nhậm Hào            | 122                     | Hồ Ngạn Bân                               |
| Vũ đạo                  | Hồ Ngạn Bân             | Bạn trai kho báu            | Easyplus                                  | Dư Thừa Ân              | 101                     | Hồ Ngạn Bân                               |
| Vũ đạo                  | Hồ Ngạn Bân             | Bạn trai kho báu            | Proud Culture                             | Tôn Kỳ Tuấn             | 55                      | Hồ Ngạn Bân                               |
| Vũ đạo                  | Hồ Ngạn Bân             | Bạn trai kho báu            | iMe Entertainment                         | Đặng Giai Khôn          | 24                      | Hồ Ngạn Bân                               |
| Vũ đạo                  | Đội Đê Điều             | EMP                         | Wajijiwa Entertainment                    | Hạ Chi Quang            | 235                     | Hồ Ngạn Bân                               |
| Vũ đạo                  | Đội Đê Điều             | EMP                         | Jiashang Media                            | Nhậm Thế Hào            | 132                     | Hồ Ngạn Bân                               |
| Vũ đạo                  | Đội Đê Điều             | EMP                         | Asian Idol Factory                        | Lâm Nhiễm               | 40                      | Hồ Ngạn Bân                               |
| Vũ đạo                  | Đội Đê Điều             | EMP                         | Hot Idol Music                            | Mã Tuyết Dương          | 31                      | Hồ Ngạn Bân                               |
| Vũ đạo                  | Đội Đê Điều             | EMP                         | TH Entertainment                          | Bạch Hồng Thao          | 19                      | Hồ Ngạn Bân                               |
| Vũ đạo                  | Lý Mân                  | Người tình ánh trăng        | Jay Walk New Joy                          | Tần Thiên               | 142                     | Quách Phú Thành, Hồ Ngạn Bân              |
| Vũ đạo                  | Lý Mân                  | Người tình ánh trăng        | Jiashang Media                            | Tiêu Khải Trung         | 103                     | Quách Phú Thành, Hồ Ngạn Bân              |
| Vũ đạo                  | Lý Mân                  | Người tình ánh trăng        | Kangxi Pictures                           | Thôi Thiệu Dương        | 96                      | Quách Phú Thành, Hồ Ngạn Bân              |
| Vũ đạo                  | Lý Mân                  | Người tình ánh trăng        | Huakai Banxia Culture                     | Vương Nghệ Hoành        | 63                      | Quách Phú Thành, Hồ Ngạn Bân              |
| Vũ đạo                  | Lý Mân                  | Người tình ánh trăng        | JNERA Cultural Media                      | Đoàn Hạo Nam            | 41                      | Quách Phú Thành, Hồ Ngạn Bân              |
| Thanh nhạc              | Lưu Hạo Lâm             | Ấu thơ                      | Wajijiwa Entertainment                    | Trạch Tiêu Văn          | 197                     | Quách Phú Thành, Hồ Ngạn Bân              |
| Thanh nhạc              | Lưu Hạo Lâm             | Ấu thơ                      | Yihui Media                               | Lý Vân Nhuệ             | 108                     | Quách Phú Thành, Hồ Ngạn Bân              |
| Thanh nhạc              | Lưu Hạo Lâm             | Ấu thơ                      | Rui Star Culture                          | Trương Quýnh Mẫn        | 87                      | Quách Phú Thành, Hồ Ngạn Bân              |
| Thanh nhạc              | Lưu Hạo Lâm             | Ấu thơ                      | TH Entertainment                          | Đổng Hướng Khoa         | 36                      | Quách Phú Thành, Hồ Ngạn Bân              |
| Thanh nhạc              | Lưu Hạo Lâm             | Ấu thơ                      | Jiyun Culture                             | Trương Đạt Nguyên       | 22                      | Quách Phú Thành, Hồ Ngạn Bân              |
| Thanh nhạc              | Jaeforeal               | Truy đuổi giấc mơ loài kiến | ETM Academy                               | Ngô Quý Phong           | 249                     | Quách Phú Thành, Hồ Ngạn Bân              |
| Thanh nhạc              | Jaeforeal               | Truy đuổi giấc mơ loài kiến | Nuclear Fire Media                        | Lâm Tử Kiệt             | 64                      | Quách Phú Thành, Hồ Ngạn Bân              |
| Thanh nhạc              | Jaeforeal               | Truy đuổi giấc mơ loài kiến | Jiyun Culture                             | Lâm Á Đông              | 57                      | Quách Phú Thành, Hồ Ngạn Bân              |
| Thanh nhạc              | Jaeforeal               | Truy đuổi giấc mơ loài kiến | TH Entertainment                          | Quách Già Duệ           | 42                      | Quách Phú Thành, Hồ Ngạn Bân              |
| Thanh nhạc              | Jaeforeal               | Truy đuổi giấc mơ loài kiến | Chaodian Culture                          | Dịch Ngôn               | 26                      | Quách Phú Thành, Hồ Ngạn Bân              |
| Thanh nhạc              | Trương Huệ Muội         | Mở cửa thấy núi             | Begonia Culture Media                     | Lục Tư Hằng             | 152                     | –                                         |
| Thanh nhạc              | Trương Huệ Muội         | Mở cửa thấy núi             | Esee Model Management                     | Tứ Chính                | 97                      | –                                         |
| Thanh nhạc              | Trương Huệ Muội         | Mở cửa thấy núi             | MountainTop                               | Cao Gia Lãng            | 88                      | –                                         |
| Thanh nhạc              | Trương Huệ Muội         | Mở cửa thấy núi             | Chuangxin Power                           | Chu Vi Chi              | 63                      | –                                         |
| Thanh nhạc              | Trương Huệ Muội         | Mở cửa thấy núi             | Yihui Media                               | Hồ Hạo Phàm             | 47                      | –                                         |
| Thanh nhạc              | Châu Hưng Triết         | Em, có ổn không?            | SDT Entertainment                         | Rex Lý Hâm Nhất         | 233                     | Tất cả                                    |
| Thanh nhạc              | Châu Hưng Triết         | Em, có ổn không?            | Easyplus                                  | Du Bân                  | 77                      | Tất cả                                    |
| Thanh nhạc              | Châu Hưng Triết         | Em, có ổn không?            | Nuclear Fire Media                        | Châu Triệu Uyên         | 56                      | Tất cả                                    |
| Thanh nhạc              | Châu Hưng Triết         | Em, có ổn không?            | Jay Walk New Joy                          | Triệu Trạch Phàm        | 50                      | Tất cả                                    |
| Thanh nhạc              | Châu Hưng Triết         | Em, có ổn không?            | SDT Entertainment                         | Đại Thiếu Đông          | 28                      | Tất cả                                    |

| Kết quả học viên dự bị | Kết quả học viên dự bị | Kết quả học viên dự bị |
| Tên                    | Hạng                   | Bình chọn              |
| ---------------------- | ---------------------- | ---------------------- |
| Lưu Đặc                | C                      | 307                    |
| Vương Chí Văn          | F                      | 301                    |
| Dương Đào              | F                      | 262                    |
| Đặng Giai Khôn         | F                      | 210                    |
| Quách Tinh Đài         | F                      | 146                    |
| Lý Thiên Kỳ            | C                      | 65                     |
| Lưu Ngọc               | F                      | 47                     |

| Mức độ công nhận chuyên nghiệp cao nhất (đội vô địch) | Mức độ công nhận chuyên nghiệp cao nhất (đội vô địch) | Mức độ công nhận chuyên nghiệp cao nhất (đội vô địch) |
| Đội                                                   | Ca khúc                                               | MVP                                                   |
| ----------------------------------------------------- | ----------------------------------------------------- | ----------------------------------------------------- |
| Thanh nhạc                                            | Em, có ổn không?                                      | Rex Lý Hâm Nhất                                       |
| Vũ đạo                                                | Người tình ánh trăng                                  | Tần Thiên                                             |
| Sáng tác                                              | Fireman                                               | Châu Chấn Nam                                         |

### Tập 7
- Vòng loại trừ thứ 2 (Top 1-33 chính thức được ở lại)

- Mỗi giáo viên chủ nhiệm được đề cử 1 học viên của lớp mình được tiếp tục ở lại(In đậm). Trong số đó lớp F đã đề cử Tiêu Khải Trung, lớp B đề cử Mã Tuyết Dương nằm ngoài top 33 được ở lại chương trình.
- Trong 3 nhóm được yêu thích nhất tại tập 6, trưởng nhóm có thể chọn hồi sinh 1 đồng đội trở thành học viên dự bị(In nghiêng) để tiếp tục ở lại. Đội của Châu Chấn Nam còn đủ nguyên thành viên nên không dùng quyền hồi sinh,
- Dấu * là những người tạm thời không thể tiến vào vòng tiếp theo do Địch Lệ Nhiệt Ba công bố trước khi khởi hành.
- Huấn luyện 20km bờ biển:

| Chia đội huấn luyện bờ biển | Chia đội huấn luyện bờ biển | Chia đội huấn luyện bờ biển | Chia đội huấn luyện bờ biển | Chia đội huấn luyện bờ biển                                                                          |
| Thứ tự                      | Lệnh khởi hành              | Số người                    | Học sinh tiên tiến | Bị loại                                                                                              |
| --------------------------- | --------------------------- | --------------------------- | --- | --- |
| 1                           | 1                           | 12                          | Châu Chấn Nam, Triệu Nhượng, Yên Hủ Gia, Phong Sở Hiên, Ngưu Siêu, Diêu Sâm, Tưởng Dập Minh, Ngô Quý Phong, Trương Nhan Tề, Triệu Lỗi, Hạ Chi Quang, Triệu Trạch Phàm | – |
| 2                           | 2                           | 9                           | Lục Tư Hằng, Lưu Dã, Cao Gia Lãng, Trương Viễn, Du Bân, Bành Sở Việt                                                                                                  | Mã Tuyết Dương, Quách Già Duệ, Dịch Ngôn*                                                            |
| 3                           | 5                           | 8                           | Lý Vân Nhuệ, Trạch Tiêu Văn, Đới Cảnh Diệu | Lâm Á Đông, Trương Đạt Nguyên*, Tứ Chính, Đỗ Dục, Hồ Hạo Phàm                                        |
| 4                           | 3                           | 10                          | POI Nhậm Hào, Rex Lý Hâm Nhất, Hà Lạc Lạc, Nhậm Thế Hào, Tôn Kỳ Tuấn                                                                                                  | Thái Chính Kiệt, Đại Thiếu Đông*, Vương Chí Văn, Thôi Thiệu Dương, Chu Vi Chi                        |
| 5                           | 4                           | 11                          | Triệu Chính Hào, Hạ Tuấn Hùng, Tần Thiên, Lưu Đặc, Đoàn Hạo Nam | Châu Triệu Uyên, Lâm Tử Kiệt, Hùng Nghệ Văn*, Vương Nghệ Hành, Tiêu Khải Trung, Lâm Nhiễm            |
| 6                           | 6                           | 9                           | Vương Thần Nghệ, Dư Thừa Ân | Kiều Quân Vũ*, Tất Hạo Nhiên, Tại Minh, Bạch Hồng Thao, Trương Quýnh Mẫn, Đổng Hướng Khoa, Dương Đào |
| Tổng                        | Tổng                        | 59                          | 33 | 26                                                                                                   |

| Xếp hạng tập 7                         | Xếp hạng tập 7   | Xếp hạng tập 7                            | Xếp hạng tập 7 | Xếp hạng tập 7 | Xếp hạng tập 7 |
| Hạng                                   | Tên              | Công ty                                   | Người giữ lại  | Bình chọn      | Thay đổi       |
| Hạng 1-11                              | Hạng 1-11        | Hạng 1-11                                 | Hạng 1-11      | Hạng 1-11      | Hạng 1-11      |
| -------------------------------------- | ---------------- | ----------------------------------------- | -------------- | -------------- | -------------- |
| 1                                      | Châu Chấn Nam    | Wajijiwa Entertainment                    | –              | 15,743,856     | –              |
| 2                                      | Hà Lạc Lạc       | Original Plan                             | –              | 8,862,602      | –              |
| 3                                      | Trương Nhan Tề   | Attitude Music                            | –              | 8,638,533      | –              |
| 4                                      | Yên Hủ Gia       | Wajijiwa Entertainment                    | –              | 8,469,327      | ↑1             |
| 5                                      | Hạ Chi Quang     | Wajijiwa Entertainment                    | –              | 8,390,520      | ↓1             |
| 6                                      | Vương Thần Nghệ  | Thực tập sinh tự do                       | –              | 7,883,385      | –              |
| 7                                      | Trạch Tiêu Văn   | Wajijiwa Entertainment                    | –              | 7,309,151      | –              |
| 8                                      | Triệu Nhượng     | SDT Entertainment                         | –              | 7,021,480      | –              |
| 9                                      | Triệu Lỗi        | Wajijiwa Entertainment                    | –              | 6,321,710      | –              |
| 10                                     | Lục Tư Hằng      | Begonia Culture Media                     | –              | 6,101,702      | ↑1             |
| 11                                     | Lưu Dã           | Pelias                                    | –              | 5,797,964      | ↓1             |
| Hạng 12-33(Bao gồm cả học viên ứng cử) |                  |                                           |                |                |                |
| 12                                     | Diêu Sâm         | Fanling Culture Media (JYP Entertainment) | –              | 5,788,938      | –              |
| 13                                     | Trương Viễn      | Topping Culture                           | –              | 5,099,031      | –              |
| 14                                     | Bành Sở Việt     | Wajijiwa Entertainment                    | –              | 4,730,087      | –              |
| 15                                     | Cao Gia Lãng     | MountainTop                               | –              | 4,667,715      | ↑1             |
| 16                                     | Ngô Quý Phong    | ETM Academy                               | –              | 4,447,459      | ↑1             |
| 17                                     | Triệu Chính Hào  | Niuban Culture                            | –              | 4,073,217      | ↓2             |
| 18                                     | Đới Cảnh Diệu    | Youhug Media                              | –              | 3,925,368      | –              |
| 19                                     | Ngưu Siêu        | Easyplus                                  | –              | 3,862556       | –              |
| 20                                     | Rex Lý Hâm Nhất  | SDT Entertainment                         | –              | 3,606,625      | –              |
| 21                                     | Lý Vân Nhuệ      | Yihui Media                               | –              | 3,371809       | ↑2             |
| 22                                     | Phong Sở Hiên    | Jay Walk New Joy                          | –              | 2,754,560      | ↓1             |
| 23                                     | POI Nhậm Hào     | White Media                               | –              | 2,466,677      | ↓1             |
| 24                                     | Dư Thừa Ân       | Easyplus                                  | –              | 1,970,667      | –              |
| 25                                     | Nhậm Thế Hào     | Jiashang Media                            | –              | 1,832,939      | ↑1             |
| 26                                     | Triệu Trạch Phàm | Jay Walk New Joy                          | –              | 1,718,490      | ↑1             |
| 27                                     | Lưu Đặc          | Yinhe Kuyu Media                          | –              | 1,676,635      | ↓2             |
| 28                                     | Tần Thiên        | Jay Walk New Joy                          | –              | 1,664,065      | ↑5             |
| 29                                     | Đoàn Hạo Nam     | JNERA Cultural Media                      | –              | 1,648,677      | ↑6             |
| 30                                     | Tưởng Dập Minh   | Jay Walk New Joy                          | –              | 1,648,677      | ↑2             |
| 31                                     | Tôn Kỳ Tuấn      | Proud Culture                             | –              | 1,632,193      | ↑6             |
| 32                                     | Du Bân           | Easyplus                                  | –              | 1,567,265      | ↑10            |
| 33                                     | Hạ Tuấn Hùng     | Nuclear Fire Media                        | –              | 1,558,375      | ↑3             |
| 35                                     | Mã Tuyết Dương   | Hot Idol Music                            | Hồ Ngạn Bân    | 1,553,358      | ↓5             |
| 43                                     | Tiêu Khải Trung  | Jiashang Media                            | Tô Hữu Bằng    | 641,977        | ↑2             |
| Dự bị                                  |                  |                                           |                |                |                |
| 37                                     | Vương Nghệ Hành  | Huakai Banxia Culture                     | Tần Thiên      | 1,311,113      | ↓8             |
| 59                                     | Đại Thiếu Đông   | SDT Entertainment                         | Rex            | 108,431        | ↓1             |
| 離營成员                               |                  |                                           |                |                |                |
| 34                                     | Thái Chính Kiệt  | Oriental Story                            | –              | 1,556,673      | ↑5             |
| 36                                     | Kiều Quân Vũ     | MIGO TOM                                  | –              | 1,424,753      | ↓5             |
| 38                                     | Tứ Chính         | Esee Model Management                     | –              | 1,132,269      | ↓10            |
| 39                                     | Lâm Nhiễm        | Asian Idol Factory                        | –              | 1,067,181      | ↓1             |
| 40                                     | Tại Minh         | iMe Entertainment                         | –              | 999,173        | ↓6             |
| 41                                     | Tất Hạo Nhiên    | Rui Star Culture                          | –              | 773,901        | –              |
| 42                                     | Chu Vi Chi       | Chuangxin Power                           | –              | 652,518        | ↓2             |
| 44                                     | Châu Triệu Uyên  | Nuclear Fire Media                        | –              | 631,894        | ↓1             |
| 45                                     | Lâm Á Đông       | Jiyun Culture                             | –              | 599,926        | ↓1             |
| 46                                     | Trương Quýnh Mẫn | Rui Star Culture                          | –              | 541,489        | ↑1             |
| 47                                     | Lâm Tử Kiệt      | Nuclear Fire Media                        | –              | 520,035        | ↑2             |
| 48                                     | Hồ Hạo Phàm      | Yihui Media                               | –              | 508,845        | ↓2             |
| 49                                     | Hùng Nghệ Văn    | Nuclear Fire Media                        | –              | 506,795        | ↑1             |
| 50                                     | Dịch Ngôn        | Chaodian Culture                          | –              | 464,933        | ↓2             |
| 51                                     | Đổng Hướng Khoa  | TH Entertainment                          | –              | 403,691        | –              |
| 52                                     | Vương Chí Văn    | 1CM Lingyu Entertainment                  | –              | 369,812        | –              |
| 53                                     | Lâm Á Đông       | Jiyun Culture                             | –              | 284,692        | –              |
| 54                                     | Dương Đào        | Qin's Entertainment                       | –              | 232,458        | –              |
| 55                                     | Đỗ Dục           | Starrylab                                 | –              | 172,692        | –              |
| 56                                     | Thôi Thiệu Dương | Kangxi Pictures                           | –              | 123,638        | –              |
| 57                                     | Quách Già Duệ    | TH Entertainment                          | –              | 121,559        | –              |
| 58                                     | Bạch Hồng Thao   | TH Entertainment                          | –              | 112,520        | ↑1             |

| Đề cử của giáo viên chủ nhiệm | Đề cử của giáo viên chủ nhiệm | Đề cử của giáo viên chủ nhiệm | Đề cử của giáo viên chủ nhiệm |
| Xếp hạng                      | Tên                           | Công ty                       | Giáo viên                     |
| ----------------------------- | ----------------------------- | ----------------------------- | ----------------------------- |
| 1                             | Châu Chấn Nam                 | Wajijiwa Entertainment        | Quách Phú Thành               |
| 32                            | Du Bân                        | Easyplus                      | Hoàng Lập Hành                |
| 35                            | Mã Tuyết Dương                | Hot Idol Music                | Hồ Ngạn Bân                   |
| 43                            | Tiêu Khải Trung               | Jiashang Media                | Tô Hữu Bằng                   |

| Danh sách học viên dự bị | Danh sách học viên dự bị | Danh sách học viên dự bị | Danh sách học viên dự bị |
| Xếp hạng                 | Tên                      | Công ty                  | Người hồi sinh           |
| ------------------------ | ------------------------ | ------------------------ | ------------------------ |
| 37                       | Vương Nghệ Hành          | Huakai Banxia Culture    | Tần Thiên                |
| 59                       | Đại Thiếu Đông           | SDT Entertainment        | Rex Lý Hâm Nhất          |

### Tập 8
- Lớp học diễn xuất

| Phân nhóm diễn xuất                                              | Phân nhóm diễn xuất          |
| Các nhóm                                                         | Giáo viên                    |
| ---------------------------------------------------------------- | ---------------------------- |
| Nhóm Hát Chay, Cầu Vòng Sau Mưa Bão, Cương Thiết Lan Hài         | Quách Phú Thành, Hồ Ngạn Bân |
| Vương Quốc Giấc Mơ, Thức Khuya Dậy Sớm, Chàng Trai Của Chúc Chúc | Hoàng Lập Hành, Tô Hữu Bằng  |

- Vòng biểu diễn thứ 3

- Phát hành sáu bản demo và công bố danh sách vị trí center (C) của mỗi đội(In đậm).
- Trước ngày phát sóng 24/5/2019, Vương Thần Nghệ thông báo rời khỏi chương trình.
- Buổi biểu diễn mở đầu - màn trình diễn ''Đàn ông phải mạnh mẽ'' do 2 vua like trình diễn, vua like trong buổi công diễn đầu tiên là Đới Cảnh Diệu và buổi biểu diễn thứ hai là Ngô Quý Phong.
- Thực tập sinh dự bị được in nghiêng.

| Vị trí center (C)      | Vị trí center (C) | Vị trí center (C)      | Vị trí center (C) |
| Ca khúc                | Vị trí center (C) | Công ty                | Bình chọn         |
| ---------------------- | ----------------- | ---------------------- | ----------------- |
| Lột xác                | Châu Chấn Nam     | Wajijiwa Entertainment | 427.350           |
| Quốc vương             | Vương Thần Nghệ   | Thực tập sinh tự do    | 374.222           |
| Beat me if you can     | Yên Hủ Gia        | Wajijiwa Entertainment | 211.395           |
| Can đảm                | Trác Tiêu Văn     | Wajijiwa Entertainment | 209.118           |
| Cho một người thân yêu | Trương Nhan Tề    | Attitude Music         | 157.987           |
| Tuyên ngôn             | Hà Lạc Lạc        | Original Plan          | 152.002           |

| Nội dung tiết mục tập 8 | Nội dung tiết mục tập 8 | Nội dung tiết mục tập 8                         | Nội dung tiết mục tập 8  | Nội dung tiết mục tập 8 | Nội dung tiết mục tập 8                   | Nội dung tiết mục tập 8 | Nội dung tiết mục tập 8 |
| Thứ tự                  | Ca khúc                 | Sáng tác                                        | Tên nhóm                 | Khách mời hỗ trợ        | Công ty                                   | Thành viên              | Tỉ lệ yêu thích         |
| ----------------------- | ----------------------- | ----------------------------------------------- | ------------------------ | ----------------------- | ----------------------------------------- | ----------------------- | ----------------------- |
| 1                       | Beat me if you can      | Vi Quốc Uân                                     | Cầu Vòng Sau Mưa Bão     | Từ Mộng Khiết           | Wajijiwa Entertainment                    | Yên Hủ Gia              | 24.1%                   |
| 1                       | Beat me if you can      | Vi Quốc Uân                                     | Cầu Vòng Sau Mưa Bão     | Từ Mộng Khiết           | SDT Entertainment                         | Triệu Nhượng            | 24.1%                   |
| 1                       | Beat me if you can      | Vi Quốc Uân                                     | Cầu Vòng Sau Mưa Bão     | Từ Mộng Khiết           | Pelias                                    | Lưu Dã                  | 24.1%                   |
| 1                       | Beat me if you can      | Vi Quốc Uân                                     | Cầu Vòng Sau Mưa Bão     | Từ Mộng Khiết           | Fanling Culture Media (JYP Entertainment) | Diêu Sâm                | 24.1%                   |
| 1                       | Beat me if you can      | Vi Quốc Uân                                     | Cầu Vòng Sau Mưa Bão     | Từ Mộng Khiết           | Easyplus                                  | Ngưu Siêu               | 24.1%                   |
| 1                       | Beat me if you can      | Vi Quốc Uân                                     | Cầu Vòng Sau Mưa Bão     | Từ Mộng Khiết           | White Media                               | POI Nhậm Hào            | 24.1%                   |
| 2                       | Can đảm                 | Văn Nhã                                         | Thức Khuya Dậy Sớm       | Trần Ngọc Kỳ            | Wajijiwa Entertainment                    | Trác Tiêu Văn           | 13.6%                   |
| 2                       | Can đảm                 | Văn Nhã                                         | Thức Khuya Dậy Sớm       | Trần Ngọc Kỳ            | Yihui Media                               | Lý Vân Nhuệ             | 13.6%                   |
| 2                       | Can đảm                 | Văn Nhã                                         | Thức Khuya Dậy Sớm       | Trần Ngọc Kỳ            | Jay Walk New Joy                          | Tần Thiên               | 13.6%                   |
| 2                       | Can đảm                 | Văn Nhã                                         | Thức Khuya Dậy Sớm       | Trần Ngọc Kỳ            | Huakai Banxia Culture                     | Vương Nghệ Hành         | 13.6%                   |
| 2                       | Can đảm                 | Văn Nhã                                         | Thức Khuya Dậy Sớm       | Trần Ngọc Kỳ            | JNERA Cultural Media                      | Đoàn Hạo Nam            | 13.6%                   |
| 2                       | Can đảm                 | Văn Nhã                                         | Thức Khuya Dậy Sớm       | Trần Ngọc Kỳ            | Jiashang Media                            | Tiêu Khải Trung         | 13.6%                   |
| 2                       | Can đảm                 | Văn Nhã                                         | Thức Khuya Dậy Sớm       | Trần Ngọc Kỳ            | Hot Idol Music                            | Mã Tuyết Dương          | 13.6%                   |
| 3                       | Tuyên ngôn              | Cam Thế Giai                                    | Chàng Trai Của Chúc Chúc | Chúc Tự Đan             | Original Plan                             | Hà Lạc Lạc              | 12.1%                   |
| 3                       | Tuyên ngôn              | Cam Thế Giai                                    | Chàng Trai Của Chúc Chúc | Chúc Tự Đan             | Jay Walk New Joy                          | Phong Sở Hiên           | 12.1%                   |
| 3                       | Tuyên ngôn              | Cam Thế Giai                                    | Chàng Trai Của Chúc Chúc | Chúc Tự Đan             | Easyplus                                  | Dư Thừa Ân              | 12.1%                   |
| 3                       | Tuyên ngôn              | Cam Thế Giai                                    | Chàng Trai Của Chúc Chúc | Chúc Tự Đan             | Jiashang Media                            | Nhâm Thế Hào            | 12.1%                   |
| 3                       | Tuyên ngôn              | Cam Thế Giai                                    | Chàng Trai Của Chúc Chúc | Chúc Tự Đan             | Yinhe Kuyu Media                          | Lưu Đặc                 | 12.1%                   |
| 3                       | Tuyên ngôn              | Cam Thế Giai                                    | Chàng Trai Của Chúc Chúc | Chúc Tự Đan             | Easyplus                                  | Du Bân                  | 12.1%                   |
| 4                       | Quốc vương              | Stephan Elfgren, Andreas Oberg, Sebastian Thott | Vương Quốc Giấc Mơ       | Tống Nghiên Phi         | Thực tập sinh tự do                       | Vương Thần Nghệ         | 14.6%                   |
| 4                       | Quốc vương              | Stephan Elfgren, Andreas Oberg, Sebastian Thott | Vương Quốc Giấc Mơ       | Tống Nghiên Phi         | Wajijiwa Entertainment                    | Hạ Chi Quang            | 14.6%                   |
| 4                       | Quốc vương              | Stephan Elfgren, Andreas Oberg, Sebastian Thott | Vương Quốc Giấc Mơ       | Tống Nghiên Phi         | Begonia Culture Media                     | Lục Tư Hằng             | 14.6%                   |
| 4                       | Quốc vương              | Stephan Elfgren, Andreas Oberg, Sebastian Thott | Vương Quốc Giấc Mơ       | Tống Nghiên Phi         | Youhug Media                              | Đới Cảnh Diệu           | 14.6%                   |
| 4                       | Quốc vương              | Stephan Elfgren, Andreas Oberg, Sebastian Thott | Vương Quốc Giấc Mơ       | Tống Nghiên Phi         | Proud Culture                             | Tôn Kỳ Tuấn             | 14.6%                   |
| 4                       | Quốc vương              | Stephan Elfgren, Andreas Oberg, Sebastian Thott | Vương Quốc Giấc Mơ       | Tống Nghiên Phi         | Nuclear Fire Media                        | Hạ Tuấn Hùng            | 14.6%                   |
| 5                       | Cho một người thân yêu  | Tiếp Tiếp                                       | Cương Thiết Lan Hài      | Lý Lan Địch             | Attitude Music                            | Trương Nhan Tề          | 11.5%                   |
| 5                       | Cho một người thân yêu  | Tiếp Tiếp                                       | Cương Thiết Lan Hài      | Lý Lan Địch             | Wajijiwa Entertainment                    | Bành Sở Việt            | 11.5%                   |
| 5                       | Cho một người thân yêu  | Tiếp Tiếp                                       | Cương Thiết Lan Hài      | Lý Lan Địch             | ETM Academy                               | Ngô Quý Phong           | 11.5%                   |
| 5                       | Cho một người thân yêu  | Tiếp Tiếp                                       | Cương Thiết Lan Hài      | Lý Lan Địch             | SDT Entertainment                         | Rex                     | 11.5%                   |
| 5                       | Cho một người thân yêu  | Tiếp Tiếp                                       | Cương Thiết Lan Hài      | Lý Lan Địch             | SDT Entertainment                         | Đại Thiếu Đông          | 11.5%                   |
| 5                       | Cho một người thân yêu  | Tiếp Tiếp                                       | Cương Thiết Lan Hài      | Lý Lan Địch             | Jay Walk New Joy                          | Tưởng Dập Minh          | 11.5%                   |
| 6                       | Lột xác                 | Trương Sướng                                    | Nhóm Hát Chay            | Âu Dương Na Na          | Wajijiwa Entertainment                    | Châu Chấn Nam           | 24.1%                   |
| 6                       | Lột xác                 | Trương Sướng                                    | Nhóm Hát Chay            | Âu Dương Na Na          | Wajijiwa Entertainment                    | Triệu Lỗi               | 24.1%                   |
| 6                       | Lột xác                 | Trương Sướng                                    | Nhóm Hát Chay            | Âu Dương Na Na          | Topping Culture                           | Trương Viễn             | 24.1%                   |
| 6                       | Lột xác                 | Trương Sướng                                    | Nhóm Hát Chay            | Âu Dương Na Na          | MountainTop                               | Cao Gia Lãng            | 24.1%                   |
| 6                       | Lột xác                 | Trương Sướng                                    | Nhóm Hát Chay            | Âu Dương Na Na          | Niuban Culture                            | Triệu Chính Hào         | 24.1%                   |
| 6                       | Lột xác                 | Trương Sướng                                    | Nhóm Hát Chay            | Âu Dương Na Na          | Jay Walk New Joy                          | Triệu Trạch Phàm        | 24.1%                   |

### Tập 9
- Vòng loại trừ thứ ba (Top 1-22 chính thức ở lại)

- Mỗi giáo viên chủ nhiệm được đề cử 1 học viên của lớp mình được tiếp tục ở lại(In đậm). Trong số đó, lớp A Triệu Chính Hào, lớp B Tần Thiên, lớp C Tôn Kỳ Tuấn và lớp D Đoàn Hạo Nam ở vị trí ngoài top 22 được các chủ nhiệm giới thiệu nên được ở lại và tiến trận chung kết.

| Xếp hạng tập 9                      | Xếp hạng tập 9   | Xếp hạng tập 9                            | Xếp hạng tập 9  | Xếp hạng tập 9 | Xếp hạng tập 9 |
| Hạng                                | Tên              | Công ty                                   | Người giữ lại   | Bình chọn      | Thay đổi       |
| Hạng 1-11                           | Hạng 1-11        | Hạng 1-11                                 | Hạng 1-11       | Hạng 1-11      | Hạng 1-11      |
| ----------------------------------- | ---------------- | ----------------------------------------- | --------------- | -------------- | -------------- |
| 1                                   | Châu Chấn Nam    | Wajijiwa Entertainment                    | –               | 8,466,959      | –              |
| 2                                   | Hà Lạc Lạc       | Original Plan                             | –               | 3,765,911      | –              |
| 3                                   | Yên Hủ Gia       | Wajijiwa Entertainment                    | –               | 3,307,633      | –              |
| 4                                   | Diêu Sâm         | Fanling Culture Media (JYP Entertainment) | –               | 3,156,314      | ↑1             |
| 5                                   | Trác Tiêu Văn    | Wajijiwa Entertainment                    | –               | 2,861,507      | ↑3             |
| 6                                   | Lưu Dã           | Pelias                                    | –               | 2,826,571      | ↓2             |
| 7                                   | Hạ Chi Quang     | Wajijiwa Entertainment                    | –               | 2,662,885      | –              |
| 8                                   | Trương Nhan Tề   | Attitude Music                            | –               | 2,489,183      | ↓2             |
| 9                                   | Triệu Nhượng     | SDT Entertainment                         | –               | 1,990,164      | –              |
| 10                                  | Rex Lý Hâm Nhất  | SDT Entertainment                         | –               | 1,962,970      | –              |
| 11                                  | POI Nhậm Hào     | White Media                               | –               | 1,820,977      | ↑1             |
| Hạng 12~22 (Bao gồm học viên đề cử) |                  |                                           |                 |                |                |
| 12                                  | Lục Tư Hằng      | Begonia Culture Media                     | –               | 1,758,391      | ↓1             |
| 13                                  | Cao Gia Lãng     | MountainTop                               | –               | 1,734,123      | ↑3             |
| 14                                  | Bành Sở Việt     | Wajijiwa Entertainment                    | –               | 1,708,660      | ↑4             |
| 15                                  | Trương Viễn      | Topping Culture                           | –               | 1,646,404      | ↓2             |
| 16                                  | Triệu Lỗi        | Wajijiwa Entertainment                    | –               | 1,594,355      | ↓2             |
| 17                                  | Ngưu Siêu        | Easyplus                                  | –               | 1,556,199      | –              |
| 18                                  | Đới Cảnh Diệu    | Youhug Media                              | –               | 1,529,204      | ↑1             |
| 19                                  | Phong Sở Hiên    | Jay Walk New Joy                          | –               | 1,505,985      | ↑2             |
| 20                                  | Triệu Trạch Phàm | Jay Walk New Joy                          | –               | 1,468,345      | ↑2             |
| 21                                  | Lý Vân Nhuệ      | Yihui Media                               | –               | 1,433,721      | ↓6             |
| 22                                  | ETM Academy      | Ngô Quý Phong                             | –               | 1,414,815      | ↑2             |
| 24                                  | Đoàn Hạo Nam     | JNERA Cultural Media                      | Tô Hữu Bằng     | 1,074,165      | ↓1             |
| 25                                  | Triệu Chính Hào  | Niuban Culture                            | Quách Phú Thành | 1,064,099      | –              |
| 27                                  | Tôn Kỳ Tuấn      | Proud Culture                             | Hoàng Lập Hành  | 832,454        | –              |
| 31                                  | Tần Thiên        | Jay Walk New Joy                          | Hồ Ngạn Bân     | 559,072        | ↑2             |
| Bị loại                             |                  |                                           |                 |                |                |
| 23                                  | Mã Tuyết Dương   | Hot Idol Music                            | –               | 1,406,619      | ↓3             |
| 26                                  | Dư Thừa Ân       | Easyplus                                  | –               | 985,803        | –              |
| 28                                  | Hạ Tuấn Hùng     | Nuclear Fire Media                        | –               | 741,797        | ↑1             |
| 29                                  | Nhâm Thế Hào     | Jiashang Media                            | –               | 704,411        | ↓1             |
| 30                                  | Lưu Đặc          | Yinhe Kuyu Media                          | –               | 641,567        | –              |
| 32                                  | Du Bân           | Easyplus                                  | –               | 553,294        | –              |
| 33                                  | Tiêu Khải Trung  | Jiashang Media                            | –               | 527,311        | –              |
| 34                                  | Tưởng Dập Minh   | Jay Walk New Joy                          | –               | 482,445        | –              |
| 35                                  | Vương Nghệ Hoành | Huakai Banxia Culture                     | –               | 455,918        | –              |
| 36                                  | Đại Thiếu Đông   | SDT Entertainment                         | –               | 446,267        | –              |

### Tập 10
- Phát sóng trực tiếp, trận chung kết: lễ xếp hạng cuối cùng (vòng loại trừ cuối, xác định các thành viên trong nhóm).
- Người điều hành buổi lễ: Địch Lệ Nhiệt Ba, Trương Đại Đại.
- Khách mời biểu diễn: Hoa Thần Vũ, Hỏa Tiễn Thiếu Nữ 101.
- Nhân chứng: Hầu Bội Sâm

| Nội dung tiết mục tập 10 | Nội dung tiết mục tập 10                  | Nội dung tiết mục tập 10 |
| Ca khúc                  | Công ty                                   | Thành viên               |
| ------------------------ | ----------------------------------------- | ------------------------ |
| Cưỡi gió                 | Original Plan                             | Hà Lạc Lạc               |
| Cưỡi gió                 | Pelias                                    | Lưu Dã                   |
| Cưỡi gió                 | SDT Entertainment                         | Triệu Nhượng             |
| Cưỡi gió                 | White Media                               | POI                      |
| Cưỡi gió                 | MountainTop                               | Cao Gia Lãng             |
| Cưỡi gió                 | Topping Culture                           | Trương Viễn              |
| Cưỡi gió                 | Easyplus                                  | Ngưu Siêu                |
| Cưỡi gió                 | Youhug Media                              | Đới Cảnh Diệu            |
| Cưỡi gió                 | Yihui Media                               | Lý Vân Nhuệ              |
| Cưỡi gió                 | Niuban Culture                            | Triệu Chính Hào          |
| Cưỡi gió                 | Proud Culture                             | Tôn Kỳ Tuấn              |
| Cưỡi gió                 | Jay Walk New Joy                          | Phong Sở Hiên            |
| Cưỡi gió                 | Jay Walk New Joy                          | Triệu Trạch Phàm         |
| Xích tử                  | Jay Walk New Joy                          | Tần Thiên                |
| Xích tử                  | Wajijiwa Entertainment                    | Châu Chấn Nam            |
| Xích tử                  | Wajijiwa Entertainment                    | Yên Hủ Gia               |
| Xích tử                  | Wajijiwa Entertainment                    | Trác Tiêu Văn            |
| Xích tử                  | Wajijiwa Entertainment                    | Hạ Chi Quang             |
| Xích tử                  | Wajijiwa Entertainment                    | Bành Sở Việt             |
| Xích tử                  | Wajijiwa Entertainment                    | Triệu Lỗi                |
| Xích tử                  | Fanling Culture Media (JYP Entertainment) | Diêu Sâm                 |
| Xích tử                  | Attitude Music                            | Trương Nhan Tề           |
| Xích tử                  | SDT Entertainment                         | Rex                      |
| Xích tử                  | Begonia Culture Media                     | Lục Tư Hằng              |
| Xích tử                  | ETM Academy                               | Ngô Quý Phong            |
| Xích tử                  | JNERA Cultural Media                      | Đoàn Hạo Nam             |

| Buổi diễn solo                       | Buổi diễn solo                   | Buổi diễn solo         | Buổi diễn solo   |
| Hạng mục                             | Ca khúc                          | Công ty                | Thành viên       |
| ------------------------------------ | -------------------------------- | ---------------------- | ---------------- |
| Vũ đạo (Animal style) (Chinken nuts) | Đại lục nhiệt tình               | Begonia Culture Media  | Lục Tư Hằng      |
| Vũ đạo (Animal style) (Chinken nuts) | Mộng trong mộng                  | Pelias                 | Lưu Dã           |
| Vũ đạo (Animal style) (Chinken nuts) | Hotline bling                    | Jay Walk New Joy       | Phong Sở Hiên    |
| Vũ đạo (Animal style) (Chinken nuts) | Đại ngư                          | Wajijiwa Entertainment | Hạ Chi Quang     |
| Vũ đạo (Animal style) (Chinken nuts) | HUMBLE. (Remix)                  | Original Plan          | Hà Lạc Lạc       |
| Vũ đạo (Animal style) (Chinken nuts) | Naruto main theme                | Jay Walk New Joy       | Tần Thiên        |
| Vũ đạo (Animal style) (Chinken nuts) | Superman remix                   | Easyplus               | Ngưu Siêu        |
| Vũ đạo (Animal style) (Chinken nuts) | Never be like you                | SDT Entertainment      | Triệu Nhượng     |
| Vũ đạo (Animal style) (Chinken nuts) | I'll show you                    | Proud Culture          | Tôn Kỳ Tuấn      |
| Thanh nhạc (Thời niên thiếu)         | Versace on the floor             | MountainTop            | Cao Gia Lãng     |
| Thanh nhạc (Thời niên thiếu)         | Sùng bái                         | SDT Entertainment      | Lý Hâm Nhất      |
| Thanh nhạc (Thời niên thiếu)         | Khi em                           | Youhug Media           | Đới Cảnh Diệu    |
| Thanh nhạc (Thời niên thiếu)         | Khoanh tay đứng nhìn             | Wajijiwa Entertainment | Triệu Lỗi        |
| Thanh nhạc (Thời niên thiếu)         | Trên đường đời có em             | Niuban Culture         | Triệu Chính Hào  |
| Thanh nhạc (Thời niên thiếu)         | Rốt cuộc chỉ là bí mật           | Yihui Media            | Lý Vân Nhuệ      |
| Thanh nhạc (Thời niên thiếu)         | Trong mơ                         | Wajijiwa Entertainment | Trác Tiêu Văn    |
| Thanh nhạc (Thời niên thiếu)         | Tôi có thể                       | Jay Walk New Joy       | Triệu Trạch Phàm |
| Thanh nhạc (Thời niên thiếu)         | Không khóc                       | ETM Academy            | Ngô Quý Phong    |
| Thanh nhạc (Thời niên thiếu)         | Thế giới sẽ không dễ dàng sụp đổ | Wajijiwa Entertainment | Bành Sở Việt     |
| Rap                                  | Vụ                               | Attitude Music         | Trương Nhan Tề   |
| Rap                                  | Thiếu hiệp                       | JNERA Cultural Media   | Đoàn Hạo Nam     |
| Rap                                  | BKING                            | White Media            | Nhậm Hào         |
| Rap                                  | Crossroad                        | Topping Culture        | Trương Viễn      |
| Rap                                  | Thắp sáng đến khi nào            | Wajijiwa Entertainment | Yên Hủ Gia       |
| Rap                                  | Hiệp sĩ hamster                  | Fanling Culture Media  | Diêu Sâm         |
| Rap                                  | More love, more trust            | Wajijiwa Entertainment | Châu Chấn Nam    |

| Xếp hạng tập 10 | Xếp hạng tập 10  | Xếp hạng tập 10        | Xếp hạng tập 10 |
| Hạng            | Tên              | Công ty                | Bình chọn       |
| Hạng 1 - 11     | Hạng 1 - 11      | Hạng 1 - 11            | Hạng 1 - 11     |
| --------------- | ---------------- | ---------------------- | --------------- |
| 1               | Châu Chấn Nam    | Wajijiwa Entertainment | 37,098,540      |
| 2               | Hà Lạc Lạc       | Original Plan          | 13,652,312      |
| 3               | Yên Hủ Gia       | Wajijiwa Entertainment | 11,164,384      |
| 4               | Hạ Chi Quang     | Wajijiwa Entertainment | 11,107,051      |
| 5               | Diêu Sâm         | Fanling Culture Media  | 10,764,262      |
| 6               | Trác Tiêu Văn    | Wajijiwa Entertainment | 10,581,322      |
| 7               | Trương Nhan Tề   | Attitude Music         | 9,626,829       |
| 8               | Lưu Dã           | Pelias                 | 7,974,641       |
| 9               | Nhậm Hào         | White Media            | 7,511,752       |
| 10              | Triệu Lỗi        | Wajijiwa Entertainment | 7,503,760       |
| 11              | Triệu Nhượng     | SDT Entertainment      | 7,498,972       |
| Hạng 12 - 26    |                  |                        |                 |
| 12              | Lục Tư Hằng      | Begonia Culture Media  | 7,492,944       |
| 13              | Lý Hâm Nhất      | SDT Entertainment      | 7,490,277       |
| 14              | Cao Gia Lãng     | MountainTop            | 6,902,191       |
| 15              | Trương Viễn      | Topping Culture        | 6,795,086       |
| 16              | Ngưu Siêu        | Easyplus               | 6,598,460       |
| 17              | Bành Sở Việt     | Wajijiwa Entertainment | 5,734,833       |
| 18              | Triệu Chính Hào  | Niuban Culture         | 5,073,049       |
| 19              | Lý Vân Nhuệ      | Yihui Media            | 4,926,666       |
| 20              | Ngô Quý Phong    | ETM Academy            | 2,828,886       |
| 21              | Đới Cảnh Diệu    | Youhug Media           | 2,816,767       |
| 22              | Triệu Trạch Phàm | Jay Walk New Joy       | 1,272,436       |
| 23              | Tôn Kỳ Tuấn      | Proud Culture          | 1,229,193       |
| 24              | Đoàn Hạo Nam     | JNERA Cultural Media   | 832,008         |
| 25              | Phong Sở Hiên    | Jay Walk New Joy       | 749,878         |
| 26              | Tần Thiên        | Jay Walk New Joy       | 543,765         |